# США на зимних Олимпийских играх 2018
Соединённые Штаты Америки на зимних Олимпийских играх 2018 года были представлены 242 спортсменами во всех 7 видах спорта, представленных в программе Игр 2018 года. Делегация стала самой многочисленной в истории игр — спортсмены сборной США претендовали на 97 из 102 разыгрываемых на играх комплектов медалей.

## Медали
Для призёров Олимпийских игр от США компания Nike разработала специальную форму, в которой спортсмены будут принимать участие в церемонии награждения

| Золото  | |                                                |            |
| №       | Спортсмены | Вид спорта (дисциплина)                        | Дата       |
| 1       | Редмонд Джерард | Сноуборд (слоупстайл, мужчины)                 | 11 февраля |
| 2       | Джейми Андерсон | Сноуборд (слоупстайл, женщины)                 | 12 февраля |
| 3       | Хлоя Ким | Сноуборд (хафпайп, женщины)                    | 13 февраля |
| 4       | Шон Уайт | Сноуборд (хафпайп, мужчины)                    | 14 февраля |
| 5       | Микаэла Шиффрин | Горнолыжный спорт (гигантский слалом, женщины) | 15 февраля |
| 6       | Киккан Рэндалл Джессика Диггинс | Лыжные гонки (командный спринт, женщины)       | 21 февраля |
| 7       | Дэвид Уайз | Фристайл (хафпайп, мужчины)                    | 22 февраля |
| 8       | Женская сборная по хоккею с шайбой Ли Стеклин Кейла Барнс Меган Келлер Кали Флэнаган Моник Ламурё-Морандо Эмели Пфальцер Меган Дагган Хейли Скарупа Келли Паннек Брайанна Декер Джослин Ламурё-Дэвидсон Жизель Марвин Ханна Брандт Хилари Найт Кейси Беллами Сидни Морен Дэни Кемиранеси Кендалл Койн Аманда Кессель Николь Хенсли Алекс Ригсби Мэдди Руни Аманда Пелки | Хоккей (женщины)                               | 22 февраля |
| 9       | Джон Шустер Тайлер Джордж Мэтт Хэмилтон Джон Лендстейнер Джо Поло | Кёрлинг (мужчины)                              | 24 февраля |
| Серебро | |                                                |            |
| №       | Спортсмены | Вид спорта (дисциплина)                        | Дата       |
| 1       | Кристофер Маздзер | Санный спорт (одноместные сани, мужчины)       | 11 февраля |
| 2       | Джон-Генри Крюгер | Шорт-трек (1000 метров, мужчины)               | 17 февраля |
| 3       | Ник Геппер | Фристайл (слоупстайл, мужчины)                 | 18 февраля |
| 4       | Элана Майерс Лорен Гиббс | Бобслей (двойки, женщины)                      | 21 февраля |
| 5       | Микаэла Шиффрин | Горнолыжный спорт (комбинация, женщины)        | 22 февраля |
| 6       | Джейми Андерсон | Сноуборд (биг-эйр, женщины)                    | 22 февраля |
| 7       | Алекс Феррейра | Фристайл (хафпайп, мужчины)                    | 22 февраля |
| 8       | Кайл Мэк | Сноуборд (биг-эйр, мужчины)                    | 24 февраля |
| Бронза  | |                                                |            |
| №       | Спортсмены | Вид спорта (дисциплина)                        | Дата       |
| 1       | Нэтан Чен Адам Риппон Брэди Теннелл Мирай Нагасу Алекса Шимека / Крис Книрим Майя Шибутани / Алекс Шибутани | Фигурное катание (командные соревнования)      | 12 февраля |
| 2       | Ариэль Голд | Сноуборд (хафпайп, женщины)                    | 13 февраля |
| 3       | Майя Шибутани Алекс Шибутани | Фигурное катание (танцы на льду)               | 20 февраля |
| 4       | Брита Сигурни | Фристайл (хафпайп, женщины)                    | 20 февраля |
| 5       | Линдси Вонн | Горнолыжный спорт (скоростной спуск, женщины)  | 21 февраля |
| 6       | Хизер Бергсма Бриттани Боу Миа Манганелло Карлейн Схаутенс | Конькобежный спорт (командная гонка, женщины)  | 21 февраля |

| Медали по видам спорта | Медали по видам спорта | Медали по видам спорта | Медали по видам спорта | Медали по видам спорта |
| ---------------------- | ---------------------- | ---------------------- | ---------------------- | ---------------------- |
| Вид спорта             | 1                      | 2                      | 3                      | Итого                  |
| Бобслей                | 0                      | 1                      | 0                      | 1                      |
| Горнолыжный спорт      | 1                      | 1                      | 1                      | 3                      |
| Кёрлинг                | 1                      | 0                      | 0                      | 1                      |
| Конькобежный спорт     | 0                      | 0                      | 1                      | 1                      |
| Лыжные гонки           | 1                      | 0                      | 0                      | 1                      |
| Санный спорт           | 0                      | 1                      | 0                      | 1                      |
| Сноуборд               | 4                      | 2                      | 1                      | 7                      |
| Фигурное катание       | 0                      | 0                      | 2                      | 2                      |
| Фристайл               | 1                      | 2                      | 1                      | 4                      |
| Хоккей                 | 1                      | 0                      | 0                      | 1                      |
| Шорт-трек              | 0                      | 1                      | 0                      | 1                      |
| Всего                  | 9                      | 8                      | 6                      | 23                     |

| Медали по дням | Медали по дням | Медали по дням | Медали по дням | Медали по дням | Медали по дням | Медали по дням |
| -------------- | -------------- | -------------- | -------------- | -------------- | -------------- | -------------- |
| День           | Дата           | 1              | 2              | 3              | Итого          |                |
| День 1         | 10 февраля     | 0              | 0              | 0              | 0              |                |
| День 2         | 11 февраля     | 1              | 1              | 0              | 2              |                |
| День 3         | 12 февраля     | 1              | 0              | 1              | 2              |                |
| День 4         | 13 февраля     | 1              | 0              | 1              | 2              |                |
| День 5         | 14 февраля     | 1              | 0              | 0              | 1              |                |
| День 6         | 15 февраля     | 1              | 0              | 0              | 1              |                |
| День 7         | 16 февраля     | 0              | 0              | 0              | 0              |                |
| День 8         | 17 февраля     | 0              | 1              | 0              | 1              |                |
| День 9         | 18 февраля     | 0              | 1              | 0              | 1              |                |
| День 10        | 19 февраля     | 0              | 0              | 0              | 0              |                |
| День 11        | 20 февраля     | 0              | 0              | 2              | 2              |                |
| День 12        | 21 февраля     | 1              | 1              | 2              | 4              |                |
| День 13        | 22 февраля     | 2              | 3              | 0              | 5              |                |
| День 14        | 23 февраля     | 0              | 0              | 0              | 0              |                |
| День 15        | 24 февраля     | 1              | 1              | 0              | 2              |                |
| День 16        | 25 февраля     | 0              | 0              | 0              | 0              |                |
| Всего          | Всего          | 9              | 8              | 6              | 23             |                |

## Состав сборной
В заявку сборной США для участия в Играх 2018 года вошли 242 спортсмена (135 мужчин и 107 женщин), которые выступят во всех 15 олимпийских дисциплинах. Большнинство мест в сборной было распределено по результатам национальных отборочных соревнований. Первые два места в составе олимпийской сборной США получили биатлонисты Лоуэлл Бэйли и Сьюзен Данкли.
 Биатлон
1. Тим Берк
2. Лоуэлл Бэйли
3. Шон Доэрти
4. Лейф Нордгрен
5. Сьюзен Данкли
6. Эмили Дрейссигекер
7. Клэр Иган
8. Джоанна Рид

 Бобслей
1. Хаким Абдул-Сабур
2. Коди Баске
3. Карло Вальдес
4. Натан Вебер
5. Эван Вейнсток
6. Ник Каннингем
7. Крис Кинни
8. Стивен Лэнгтон
9. Сэм Макгаффи
10. Сэм Миченер
11. Джастин Олсен
12. Кристофер Фогт
13. Лорен Гиббс
14. Джейми Грубель
15. Элана Майерс
16. Аджа Эванс

 Горнолыжный спорт
1. Брайс Беннетт
2. Томас Бисемейер
3. Джаред Голдберг
4. Тим Джитлофф
5. Райан Кокран-Сигл
6. Нолан Каспер
7. Уили Мэпл
8. Стивен Наймен
9. Тед Лигети
10. Эндрю Уайбрехт
11. Томми Форд
12. Дэвид Чодунски
13. Марк Энгель
14. Линдси Вонн
15. Бризи Джонсон
16. Стэйси Кук
17. Меган Макджеймс
18. Элис Маккеннис
19. Патрисия Манган
20. Лоренн Росс
21. Микаэла Шиффрин
22. Рези Штиглер

 Кёрлинг
1. Тайлер Джордж
2. Джон Лендстейнер
3. Джозеф Поло
4. Мэтт Хэмилтон
5. Джон Шустер
6. Эйлин Гевинг
7. Кори Кристенсен
8. Табита Питерсон
9. Нина Рот
10. Бекка Хэмилтон

 Конькобежный спорт
1. Джонатан Гарсиа
2. Кимани Гриффин
3. Шани Дэвис
4. Эмери Леман
5. Джой Мантиа
6. Митчел Уитмор
7. Брайан Хансен
8. Хизер Бергсма
9. Бриттани Боу
10. Эрин Джексон
11. Миа Манганелло
12. Карлейн Схаутенс
13. Джерика Тандиман

 Лыжное двоеборье
1. Бен Беренд
2. Джаспер Гуд
3. Бен Лумис
4. Брайан Флетчер
5. Тэйлор Флетчер

 Лыжные гонки
1. Эрик Бьорнсен
2. Патрик Колдуэлл
3. Тайлер Корнфилд
4. Эндрю Ньюэлл
5. Скотт Паттерсон
6. Логан Ханнеман
7. Риз Ханнеман
8. Ноа Хоффман
9. Сайми Хэмилтон
10. Рози Бреннан
11. Сэйди Бьорнсен
12. Джессика Диггинс
13. Софи Колдуэлл
14. Кейтлин Паттерсон
15. Киккан Рэндалл
16. Ида Сарджент
17. Элизабет Стивен
18. Рози Франковски

 Прыжки на лыжах с трамплина
1. Кевин Бикнер
2. Майкл Гласдер
3. Кейси Ларсон
4. Уильям Роадс
5. Эбби Рингкист
6. Сара Хендриксон
7. Нита Энглунд

 Санный спорт
1. Такер Вест
2. Джастин Крюсон
3. Кристофер Маздзер
4. Тейлор Моррис
5. Мэттью Мортенсен
6. Джейсон Тердиман
7. Эндрю Шерк
8. Саммер Бритчер
9. Эмили Суини
10. Эрин Хэмлин

 Скелетон
1. Мэттью Антуан
2. Джон Дейли
3. Кендалл Уэсенберг
4. Кэти Юлендер

 Сноуборд
1. Ник Баумгартнер
2. Ред Джерард
3. Чейз Джоси
4. Мик Дьердорфф
5. Хаген Кирни
6. Крис Корнинг
7. Аарон Мусс
8. Кайл Мэк
9. Джейк Пэйтс
10. Райан Стэссел
11. Майк Трапп
12. Шон Уайт
13. Бен Фергюсон
14. Джонатан Чивер
15. Джейми Андерсон
16. Ариэль Голд
17. Файе Гулини
18. Линдси Джекобеллис
19. Джессика Дженсон
20. Хлоя Ким
21. Келли Кларк
22. Хэйли Лэнгленд
23. Джулия Марино
24. Мэдди Мастро
25. Меган Тирни

 Фигурное катание
1. Эван Бейтс
2. Захари Донохью
3. Крис Книрим
4. Адам Риппон
5. Нэтан Чен
6. Винсент Чжоу
7. Алекс Шибутани
8. Мирай Нагасу
9. Брэди Теннелл
10. Мэдисон Хаббелл
11. Карен Чен
12. Мэдисон Чок
13. Майя Шибутани
14. Алекса Шимека

 Фристайл
1. Кейси Андринга
2. Аарон Бланк
3. Мак Бохоннон
4. Ник Геппер
5. Гас Кенуорти
6. Джон Лиллис
7. Эрик Лоугрэн
8. Трой Мерфи
9. Эмерсон Смит
10. Алекс Феррейра
11. Алекс Холл
12. Дэвид Уайз
13. Брэдли Уилсон
14. Макрей Уильямс
15. Торин Йетер-Уоллес
16. Мэдди Боуман
17. Мэгги Войсин
18. Тесс Джонсон
19. Аннализа Дрю
20. Джейлин Кауф
21. Кэролайн Клэр
22. Эшли Колдуэлл
23. Девин Логан
24. Китон Маккарго
25. Кайли Маккиннон
26. Мэдисон Олсен
27. Брита Сигурни
28. Дариан Стивенс
29. Морган Шилд

 Хоккей
1. Марк Аркобелло
2. Бобби Батлер
3. Чад Биллинc
4. Джонатон Блум
5. Уилл Борген
6. Крис Бурк
7. Ноа Велш
8. Джеймс Висневски
9. Райан Гандерсон
10. Мэттью Гилрой
11. Джордан Гринуэй
12. Брайан Джионта
13. Райан Донато
14. Райан Запольски
15. Чад Коларик
16. Дэвид Леджио
17. Брок Литтл
18. Джон Маккарти
19. Брэндон Максвелл
20. Брайан О’Нил
21. Гаррет Рой
22. Бобби Сангинетти
23. Джим Слейтер
24. Райан Стоа
25. Трой Терри
26. Кейла Барнс
27. Кейси Беллами
28. Ханна Брандт
29. Меган Дагган
30. Брайанна Декер
31. Дэни Кемиранеси
32. Меган Келлер
33. Аманда Кессель
34. Кендалл Койн
35. Джослин Ламуре-Дэвидсон
36. Моник Ламурё-Морандо
37. Жизель Марвин
38. Сидни Морен
39. Хилари Найт
40. Келли Паннек
41. Аманда Пелки
42. Эмели Пфальцер
43. Алекс Ригсби
44. Мэдди Руни
45. Хейли Скарупа
46. Ли Стеклин
47. Кали Флэнаган
48. Николь Хенсли

 Шорт-трек
1. Томас Гон
2. Джон-Генри Крюгер
3. Райан Пивиротто
4. Джон Сельски
5. Аарон Трэн
6. Мааме Биней
7. Лана Геринг
8. Джессика Кореман

Помимо вышеперечисленных спортсменов в заявку американской сборной на Игры входили также биатлонисты Рассел Куррьер, Мэдди Фанёф, лыжники Кейтлинн Миллер, Анни Харт и сноубордистка Рози Манкари, однако они так и не приняли участие в соревнованиях.

### Представительство по штатам
На Играх в Пхёнчхане в составе сборной США выступят спортсмены из 31 штата. Наибольшое количество представителей имеют Колорадо (31) и Калифорния (22)
| №  | Штат              | Кол-во | Виды спорта |
| -- | ----------------- | ------ | --- |
| 1  | Айдахо            | 3      | сноуборд (2), хоккей (1) |
| 2  | Аляска            | 9      | лыжные гонки (7), сноуборд (2) |
| 3  | Вайоминг          | 3      | горные лыжи (2), фристайл (1) |
| 4  | Вашингтон         | 5      | лыжные гонки (2), конькобежный спорт (1), шорт-трек (2)                                                                                          |
| 5  | Вермонт           | 13     | биатлон (2), горные лыжи (2), лыжные гонки (5), фристайл (3), хоккей (1)                                                                         |
| 6  | Виргиния          | 4      | бобслей (1), фристайл (1), хоккей (1), шорт-трек (1)                                                                                             |
| 7  | Висконсин         | 9      | кёрлинг (3), лыжное двоеборье (1), прыжки с трамплина (1), скелетон (1), хоккей (3)                                                              |
| 8  | Джорджия          | 2      | бобслей (2) |
| 9  | Иллинойс          | 11     | бобслей (1), конькобежный спорт (4), прыжки с трамплина (3), фигурное катание (2), хоккей (1)                                                    |
| 10 | Индиана           | 1      | фристайл (1) |
| 11 | Калифорния        | 22     | бобслей (2), горные лыжи (3), скелетон (1), сноуборд (6), фигурное катание (6), фристайл (2), хоккей (2)                                         |
| 12 | Колорадо          | 31     | биатлон (1), бобслей (2), горные лыжи (5), лыжное двоеборье (4), лыжные гонки (2), скелетон (1), сноуборд (7), фристайл (7), хоккей (2)          |
| 13 | Коннектикут       | 7      | санный спорт (1), сноуборд (2), фигурное катание (2), фристайл (2), хоккей (1)                                                                   |
| 14 | Массачусетс       | 13     | бобслей (1), сноуборд (2), фристайл (1), хоккей (9)                                                                                              |
| 15 | Миннесота         | 19     | биатлон (1), кёрлинг (7), лыжный спорт (3), хоккей (8)                                                                                           |
| 16 | Мичиган           | 11     | сноуборд (2), фигурное катание (3), хоккей (4), шорт-трек (2)                                                                                    |
| 17 | Монтана           | 3      | фристайл (3) |
| 18 | Мэн               | 4      | биатлон (2), санный спорт (1), фристайл (1) |
| 19 | Мэриленд          | 2      | хоккей (1), шорт-трек (1) |
| 20 | Невада            | 3      | бобслей (1), горные лыжи (1), фристайл (1) |
| 21 | Нью-Гэмпшир       | 4      | биатлон (1), лыжные гонки (1), фристайл (1), хоккей (1)                                                                                          |
| 22 | Нью-Джерси        | 1      | сноуборд (1) |
| 23 | Нью-Йорк          | 18     | биатлон (3), бобслей (1), горные лыжи (2), санный спорт (4), скелетон (1), фристайл (2), хоккей (5)                                              |
| 24 | Огайо             | 1      | фигурное катание (1) |
| 25 | Орегон            | 5      | бобслей (1), горные лыжи (3), сноуборд (1) |
| 26 | Пенсильвания      | 9      | бобслей (1), санный спорт (3), хоккей (4), шорт-трек (1)                                                                                         |
| 27 | Северная Дакота   | 2      | хоккей (2) |
| 28 | Северная Каролина | 3      | конькобежный спорт (2), хоккей (1) |
| 29 | Техас             | 3      | бобслей (2), конькобежный спорт (1) |
| 30 | Флорида           | 5      | конькобежный спорт (4), хоккей (1) |
| 31 | Юта               | 16     | бобслей (1), горные лыжи (4), конькобежный спорт (2), прыжки с трамплина (3), санный спорт (1), сноуборд (1), фигурное катание (1), фристайл (3) |

## Результаты соревнований

### Биатлон
Большинство олимпийских лицензий на Игры 2018 года были распределены по результатам выступления стран в зачёт Кубка наций в рамках Кубка мира 2016/2017. По его результатам мужская сборная США заняла 10-е место, благодаря чему заработала 5 олимпийских лицензий, а женская сборная, занявшая 14-е место также получила право заявить для участия в соревнованиях 5 спортсменок. При этом в одной дисциплине страна может выставить не более четырёх биатлонистов.
Уже в феврале 2017 года было объявлено, что Лоуэлл Бэйли и Сьюзен Данкли, ставшие призёрами чемпионата мира, гарантировали себе место в олимпийской сборной. Имена ещё трёх спортсменов, которые попали в состав на Игры в Пхёнчхане стали известны только в декабре. Ими стали Тим Берк, Шон Доэрти и Клэр Иган, которые обеспечили себе место в сборной, благодаря попаданию в топ-30 на этапах Кубка мира. Окончательный состав сборной был определён после окончания двух январских этапов Кубка IBU, по итогам которых из восьми биатлонистов были отобраны ещё двое мужчин и трое женщин.
Мужчины
| Соревнование         | Спортсмены                                     | Стрельба                             | Время                                     | Место      | Отставание                          |
| -------------------- | ---------------------------------------------- | ------------------------------------ | ----------------------------------------- | ---------- | ----------------------------------- |
| спринт               | Лоуэлл Бэйли                                   | 0+1                                  | 24:54,4                                   | 33         | +1:15,6                             |
| спринт               | Тим Берк                                       | 2+2                                  | 25:26,3                                   | 47         | +1:47,5                             |
| спринт               | Лейф Нордгрен                                  | 1+1                                  | 25:49,0                                   | 58         | +2:10,2                             |
| спринт               | Шон Доэрти                                     | 4+0                                  | 25:55,2                                   | 65         | +2:16,4                             |
| гонка преследования  | Тим Берк                                       | 0+1+1+0                              | 35:11,3                                   | 17         | +2:19,6                             |
| гонка преследования  | Лоуэлл Бэйли                                   | 0+0+3+2                              | 36:43,3                                   | 32         | +3:51,6                             |
| гонка преследования  | Лейф Нордгрен                                  | 2+2+0+1                              | 38:40,4                                   | 50         | +5:48,7                             |
| индивидуальная гонка | Тим Берк                                       | 1+1+0+2                              | 52:05,7                                   | 41         | +4:01,9                             |
| индивидуальная гонка | Шон Доэрти                                     | 2+0+1+0                              | 52:25,6                                   | 44         | +4:21,8                             |
| индивидуальная гонка | Лоуэлл Бэйли                                   | 2+1+0+1                              | 52:56,8                                   | 51         | +4:53,0                             |
| индивидуальная гонка | Лейф Нордгрен                                  | 1+1+3+0                              | 54:31,1                                   | 66         | +6:27,3                             |
| эстафета 4×7,5 км    | Лоуэлл Бэйли Шон Доэрти Тим Берк Лейф Нордгрен | 2+14 0+2 0+2 0+1 0+0 0+0 0+3 2+3 0+3 | 1:19:06,7 19:14,2 19:14,0 19:32,5 21:06,0 | 6 10 6 5 6 | +3:50,2 +50,6 +53,6 +1:38,8 +3:50,2 |

Женщины
| Соревнование         | Спортсмены                                             | Стрельба                             | Время                                     | Место       | Отставание                       |
| -------------------- | ------------------------------------------------------ | ------------------------------------ | ----------------------------------------- | ----------- | -------------------------------- |
| спринт               | Эмили Дрейссигекер                                     | 0+1                                  | 23:27,2                                   | 51          | +2:21,0                          |
| спринт               | Клэр Иган                                              | 1+2                                  | 23:51,6                                   | 61          | +2:45,4                          |
| спринт               | Сьюзен Данкли                                          | 1+4                                  | 24:13,1                                   | 66          | +3:06,9                          |
| спринт               | Джоанна Рид                                            | 4+3                                  | 26:18,8                                   | 86          | +5:12,6                          |
| гонка преследования  | Эмили Дрейссигекер                                     | 0+1+1+2                              | 35:36,7                                   | 47          | +5:01,4                          |
| индивидуальная гонка | Сьюзен Данкли                                          | 0+1+0+1                              | 44:33,5                                   | 19          | +3:26,3                          |
| индивидуальная гонка | Джоанна Рид                                            | 0+1+0+0                              | 44:41,3                                   | 22          | +3:34,1                          |
| индивидуальная гонка | Клэр Иган                                              | 0+3+0+1                              | 48:00,8                                   | 62          | +6:53,6                          |
| индивидуальная гонка | Эмили Дрейссигекер                                     | 2+1+0+1                              | 48:16,4                                   | 67          | +7:09,2                          |
| эстафета 4×6 км      | Сьюзен Данкли Клэр Иган Джоанна Рид Эмили Дрейссигекер | 1+10 0+0 0+1 0+0 0+0 1+3 0+1 0+2 0+3 | 1:14:05,3 16:56,6 18:42,4 19:01,1 19:25,2 | 13 2 4 6 13 | +2:01,9 +7,6 +16,8 +21,4 +2:01,9 |

Смешанная эстафета
| Соревнование       | Спортсмены                                      | Стрельба                            | Время                                     | Место         | Отставание                            |
| ------------------ | ----------------------------------------------- | ----------------------------------- | ----------------------------------------- | ------------- | ------------------------------------- |
| смешанная эстафета | Сьюзен Данкли Джоанна Рид Тим Берк Лоуэлл Бэйли | 3+9 0+2 0+0 0+0 3+3 0+0 0+3 0+1 0+0 | 1:12:05,4 16:07,9 18:50,7 18:29,1 18:37,7 | 15 5 18 16 15 | +3:31,1 +23,8 +3:10,0 +3:24,4 +3:31,1 |

### Бобслей

#### Бобслей
Квалификация спортсменов для участия в Олимпийских играх осуществлялась на основании рейтинга IBSF (англ. IBSF Ranking) по состоянию на 14 января 2018 года. По его результатам сборная США завоевала максимальное количество лицензий в мужской части соревнований и две в женских двойках. Уже на следующий день Национальный олимпийский комитет объявил составы команд для участия в Играх, во главе с пилотами Коди Баске, Ником Каннингемом и Джастином Олсеном, причём Баске был включён в олимпийский состав за неделю до официального объявления о распределении лицензий. У женщин место в составе получили призёры игр 2014 года Элана Майерс и Джейми Грубель.
Мужчины
| Соревнование | Спортсмены                                                  | 1 заезд   | 1 заезд | 2 заезд   | 2 заезд | 3 заезд   | 3 заезд | 4 заезд               | 4 заезд               | Итоговый результат | Итоговое место | Отставание |
| Соревнование | Спортсмены                                                  | Результат | Место   | Результат | Место   | Результат | Место   | Результат             | Место                 | Итоговый результат | Итоговое место | Отставание |
| ------------ | ----------------------------------------------------------- | --------- | ------- | --------- | ------- | --------- | ------- | --------------------- | --------------------- | ------------------ | -------------- | ---------- |
| двойки       | Джастин Олсен Эван Вейнсток                                 | 49,66     | 12      | 49,55     | 11      | 49,53     | 11      | 49,80                 | 16                    | 3:18,54            | 14             | +1,68      |
| двойки       | Ник Каннингем Хаким Абдул-Сабур                             | 49,96     | 24      | 50,11     | 24      | 49,62     | 15      | завершили выступление | завершили выступление | 2:29,69            | 21             | —          |
| двойки       | Коди Баске Сэм Миченер                                      | 50,03     | 25      | 50,16     | 25      | 49,90     | 23      | завершили выступление | завершили выступление | 2:30,09            | 25             | —          |
| четвёрки     | Коди Баске Эван Вейнсток Стивен Лэнгтон Сэм Макгаффи        | 49,09     | 12      | 49,34     | 10      | 49,08     | 8       | 49,77                 | 16                    | 3:17,28            | 9              | +1,43      |
| четвёрки     | Ник Каннингем Хаким Абдул-Сабур Кристофер Кинни Сэм Миченер | 49,44     | 20      | 49,50     | 15      | 49,74     | 21      | 49,70                 | 13                    | 3:18,54            | 19             | +2,69      |
| четвёрки     | Джастин Олсен Натан Уэбер Карло Вальдес Кристофер Фогт      | 49,62     | 21      | 49,71     | 20      | 49,66     | 18      | 49,56                 | 4                     | 3:18,55            | 20             | +2,70      |

Женщины
| Соревнование | Спортсмены                | 1 заезд   | 1 заезд | 2 заезд   | 2 заезд | 3 заезд   | 3 заезд | 4 заезд   | 4 заезд | Итоговый результат | Итоговое место | Отставание |
| Соревнование | Спортсмены                | Результат | Место   | Результат | Место   | Результат | Место   | Результат | Место   | Итоговый результат | Итоговое место | Отставание |
| ------------ | ------------------------- | --------- | ------- | --------- | ------- | --------- | ------- | --------- | ------- | ------------------ | -------------- | ---------- |
| двойки       | Элана Майерс Лорен Гиббс  | 50,52     | 1       | 50,81     | 2       | 50,46     | 1       | 50,73     | 3       | 3:22,52            | 2              | +0,07      |
| двойки       | Джейми Грубель Аджа Эванс | 50,59     | 3       | 50,99     | 8       | 50,59     | 4       | 50,85     | 5       | 3:23,02            | 5              | +0,57      |

#### Скелетон
Квалификация спортсменов для участия в Олимпийских играх осуществлялась на основании рейтинга IBSF (англ. IBSF Ranking) по состоянию на 14 января 2018 года. По его результатам сборная США стала обдадателем двух олимпийских квот у мужчин и двух у женщин.
Мужчины
| Соревнование | Спортсмены    | 1 заезд   | 1 заезд | 2 заезд   | 2 заезд | 3 заезд   | 3 заезд | 4 заезд   | 4 заезд | Итоговый результат | Итоговое место | Отставание |
| Соревнование | Спортсмены    | Результат | Место   | Результат | Место   | Результат | Место   | Результат | Место   | Итоговый результат | Итоговое место | Отставание |
| ------------ | ------------- | --------- | ------- | --------- | ------- | --------- | ------- | --------- | ------- | ------------------ | -------------- | ---------- |
| мужчины      | Мэттью Антуан | 51,16     | 12      | 50,98     | 8       | 50,91     | 9       | 51,34     | 14      | 3:24,39            | 11             | +3,84      |
| мужчины      | Джон Дейли    | 51,23     | 13      | 51,15     | 13      | 51,33     | 18      | 51,64     | 19      | 3:25,35            | 16             | +4,80      |

Женщины
| Соревнование | Спортсмены        | 1 заезд   | 1 заезд | 2 заезд   | 2 заезд | 3 заезд   | 3 заезд | 4 заезд   | 4 заезд | Итоговый результат | Итоговое место | Отставание |
| Соревнование | Спортсмены        | Результат | Место   | Результат | Место   | Результат | Место   | Результат | Место   | Итоговый результат | Итоговое место | Отставание |
| ------------ | ----------------- | --------- | ------- | --------- | ------- | --------- | ------- | --------- | ------- | ------------------ | -------------- | ---------- |
| женщины      | Кэти Юлендер      | 52,33     | 8       | 52,40     | 13      | 52,33     | 12      | 52,55     | 14      | 3:29,61            | 13             | +2,33      |
| женщины      | Кендалл Уэсенберг | 52,77     | 17      | 52,96     | 17      | 52,54     | 16      | 52,65     | 15      | 3:30,92            | 17             | +3,64      |

### Кёрлинг

#### Мужчины
Олимпийскую лицензию в мужском кёрлинге сборная США получила, заняв по результатам последних двух чемпионатов мира итоговое 3-е место. Отбор в олимпийскую команду прошёл с 11 по 18 ноября в городе Омаха, штат Небраска. По итогам турнира победу одержала команда Джона Шустера, представлявшего город Дулут, штат Миннесота. В финальном раунде команда Джона Шустера одержала победу в трёхматчевом поединке над командой Хита Маккормика. Для Шустера Игры в Пхёнчхане станут уже четвёртыми в карьере.
Состав
| Четвёртый   | Третий        | Второй        | Ведущий          | Запасной    |
| ----------- | ------------- | ------------- | ---------------- | ----------- |
| Джон Шустер | Тайлер Джордж | Мэтт Хэмилтон | Джон Лендстейнер | Джозеф Поло |

| Место | Команда          | В | П | КЗ | КП | ВЭ | ПЭ | ОЭ | УЭ | ППД |
| ----- | ---------------- | - | - | -- | -- | -- | -- | -- | -- | --- |
| 1     | Швеция           | 7 | 2 | 60 | 36 | 35 | 29 | 12 | 8  | 87% |
| 2     | Канада           | 6 | 3 | 48 | 43 | 38 | 37 | 13 | 9  | 86% |
| 3     | США              | 5 | 4 | 57 | 59 | 39 | 40 | 4  | 6  | 79% |
| 4     | Великобритания   | 5 | 4 | 51 | 50 | 41 | 38 | 8  | 5  | 82% |
| 4     | Швейцария        | 5 | 4 | 60 | 54 | 44 | 39 | 11 | 8  | 83% |
| 6     | Норвегия         | 4 | 5 | 45 | 54 | 32 | 36 | 6  | 6  | 81% |
| 7     | Республика Корея | 4 | 5 | 54 | 59 | 40 | 41 | 7  | 8  | 82% |
| 8     | Япония           | 4 | 5 | 52 | 48 | 30 | 31 | 12 | 5  | 82% |
| 9     | Италия           | 3 | 6 | 50 | 56 | 42 | 45 | 15 | 8  | 81% |
| 10    | Дания            | 2 | 7 | 50 | 62 | 38 | 41 | 12 | 5  | 83% |

Результаты
Время местное (UTC+9).

| Площадка C       | 1 | 2 | 3 | 4 | 5 | 6 | 7 | 8 | 9 | 10 | Всего |
| Республика Корея | 0 | 2 | 0 | 1 | 0 | 3 | 0 | 1 | 0 | X  | 7     |
| США              | 2 | 0 | 3 | 0 | 3 | 0 | 2 | 0 | 1 | X  | 11    |

| Площадка D | 1 | 2 | 3 | 4 | 5 | 6 | 7 | 8 | 9 | 10 | Всего |
| Швеция     | 4 | 1 | 0 | 2 | 0 | 1 | 0 | 2 | X | X  | 10    |
| США        | 0 | 0 | 1 | 0 | 1 | 0 | 2 | 0 | X | X  | 4     |

| Площадка B | 1 | 2 | 3 | 4 | 5 | 6 | 7 | 8 | 9 | 10 | Всего |
| США        | 0 | 0 | 0 | 0 | 2 | 0 | 0 | Х | Х | Х  | 2     |
| Япония     | 2 | 1 | 1 | 0 | 0 | 2 | 2 | Х | Х | Х  | 10    |

| Площадка C | 1 | 2 | 3 | 4 | 5 | 6 | 7 | 8 | 9 | 10 | 11 | Всего |
| США        | 1 | 0 | 2 | 0 | 1 | 1 | 0 | 0 | 2 | 0  | 2  | 9     |
| Канада     | 0 | 2 | 0 | 1 | 0 | 0 | 1 | 1 | 0 | 2  | 0  | 7     |

| Площадка B     | 1 | 2 | 3 | 4 | 5 | 6 | 7 | 8 | 9 | 10 | Всего |
| Великобритания | 0 | 1 | 1 | 1 | 0 | 1 | 0 | 0 | X | X  | 4     |
| США            | 2 | 0 | 0 | 0 | 3 | 0 | 1 | 4 | X | X  | 10    |

| Площадка A | 1 | 2 | 3 | 4 | 5 | 6 | 7 | 8 | 9 | 10 | Всего |
| США        | 0 | 1 | 0 | 3 | 2 | 0 | 0 | 2 | 1 | 0  | 9     |
| Италия     | 1 | 0 | 5 | 0 | 0 | 3 | 0 | 0 | 0 | 1  | 10    |

| Площадка C | 1 | 2 | 3 | 4 | 5 | 6 | 7 | 8 | 9 | 10 | Всего |
| Дания      | 0 | 0 | 0 | 0 | 2 | 1 | 0 | 2 | 0 | X  | 5     |
| США        | 2 | 2 | 0 | 2 | 0 | 0 | 2 | 0 | 1 | X  | 9     |

| Площадка D | 1 | 2 | 3 | 4 | 5 | 6 | 7 | 8 | 9 | 10 | Всего |
| США        | 1 | 0 | 2 | 0 | 1 | 0 | 0 | 0 | 1 | X  | 5     |
| Норвегия   | 0 | 2 | 0 | 1 | 0 | 3 | 1 | 1 | 0 | X  | 8     |

| Площадка A | 1 | 2 | 3 | 4 | 5 | 6 | 7 | 8 | 9 | 10 | Всего |
| Швейцария  | 0 | 1 | 0 | 1 | 0 | 1 | 0 | 1 | 0 | X  | 4     |
| США        | 0 | 0 | 1 | 0 | 3 | 0 | 3 | 0 | 1 | X  | 8     |

 Полуфинал
22 февраля, 20:05
| Площадка С | 1 | 2 | 3 | 4 | 5 | 6 | 7 | 8 | 9 | 10 | Всего |
| Канада     | 0 | 1 | 0 | 1 | 0 | 0 | 0 | 0 | 1 | 0  | 3     |
| США        | 0 | 0 | 1 | 0 | 1 | 0 | 0 | 2 | 0 | 1  | 5     |

Финал
24 февраля, 15:35
| Команда | 1 | 2 | 3 | 4 | 5 | 6 | 7 | 8 | 9 | 10 | Всего |
| Швеция  | 0 | 2 | 0 | 0 | 2 | 0 | 1 | 0 | 2 | X  | 7     |
| США     | 0 | 0 | 2 | 1 | 0 | 2 | 0 | 5 | 0 | X  | 10    |

Итог: мужская сборная США по кёрлингу по итогам олимпийского турнира заняла -е место.

#### Женщины
Олимпийскую лицензию в женском кёрлинге сборная США получила, заняв по результатам последних двух чемпионатов мира итоговое 5-е место. Отбор в олимпийскую команду прошёл с 11 по 18 ноября в городе Омаха, штат Небраска. По итогам турнира победу одержала команда Нины Рот, представлявшая, как и все остальные участницы отбора, город Блейн, штат Миннесота. В финальном раунде команда Нины Рот одержала победу в трёхматчевом поединке над командой Джейми Синклер.
Состав
| Четвёртый | Третий          | Второй       | Ведущий        | Запасной        |
| --------- | --------------- | ------------ | -------------- | --------------- |
| Нина Рот  | Табита Питерсон | Эйлин Гевинг | Бекка Хэмилтон | Кори Кристенсен |

| Место | Команда          | В | П | КЗ | КП | ВЭ | ПЭ | ОЭ | УЭ | ППД |
| ----- | ---------------- | - | - | -- | -- | -- | -- | -- | -- | --- |
| 1     | Республика Корея | 8 | 1 | 75 | 44 | 41 | 34 | 5  | 15 | 79% |
| 2     | Швеция           | 7 | 2 | 64 | 48 | 42 | 34 | 14 | 13 | 83% |
| 3     | Великобритания   | 6 | 3 | 61 | 56 | 39 | 38 | 12 | 6  | 79% |
| 4     | Япония           | 5 | 4 | 59 | 55 | 38 | 36 | 10 | 13 | 75% |
| 5     | Китай            | 4 | 5 | 57 | 65 | 35 | 38 | 12 | 5  | 78% |
| 6     | Канада           | 4 | 5 | 68 | 59 | 40 | 36 | 10 | 12 | 81% |
| 7     | США              | 4 | 5 | 60 | 55 | 34 | 37 | 12 | 7  | 78% |
| 8     | Швейцария        | 4 | 5 | 56 | 65 | 38 | 39 | 7  | 6  | 78% |
| 9     | ОСР              | 2 | 7 | 45 | 76 | 34 | 40 | 8  | 6  | 76% |
| 10    | Дания            | 1 | 8 | 50 | 72 | 32 | 41 | 10 | 6  | 73% |

Результаты
Время местное (UTC+9).

| Площадка A | 1 | 2 | 3 | 4 | 5 | 6 | 7 | 8 | 9 | 10 | Всего |
| Япония     | 2 | 2 | 3 | 0 | 1 | 0 | 0 | 1 | 1 | X  | 10    |
| США        | 0 | 0 | 0 | 1 | 0 | 3 | 1 | 0 | 0 | X  | 5     |

| Площадка C | 1 | 2 | 3 | 4 | 5 | 6 | 7 | 8 | 9 | 10 | Всего |
| США        | 0 | 0 | 1 | 0 | 0 | 2 | 0 | 1 | 0 | 1  | 5     |
| Швейцария  | 0 | 2 | 0 | 1 | 2 | 0 | 0 | 0 | 1 | 0  | 6     |

| Площадка D | 1 | 2 | 3 | 4 | 5 | 6 | 7 | 8 | 9 | 10 | Всего |
| США        | 0 | 1 | 0 | 1 | 0 | 1 | 0 | X | X | X  | 3     |
| Канада     | 3 | 0 | 1 | 0 | 3 | 0 | 4 | X | X | X  | 11    |

| Площадка C | 1 | 2 | 3 | 4 | 5 | 6 | 7 | 8 | 9 | 10 | Всего |
| Китай      | 0 | 1 | 0 | 2 | 0 | 0 | 0 | 1 | X | X  | 4     |
| США        | 3 | 0 | 4 | 0 | 2 | 0 | 1 | 0 | X | X  | 10    |

| Площадка A | 1 | 2 | 3 | 4 | 5 | 6 | 7 | 8 | 9 | 10 | Всего |
| Швеция     | 3 | 0 | 1 | 0 | 1 | 0 | 0 | 1 | 0 | 3  | 9     |
| США        | 0 | 2 | 0 | 1 | 0 | 0 | 2 | 0 | 1 | 0  | 6     |

| Площадка D     | 1 | 2 | 3 | 4 | 5 | 6 | 7 | 8 | 9 | 10 | Всего |
| Великобритания | 1 | 0 | 0 | 2 | 0 | 0 | 0 | 1 | 0 | 0  | 4     |
| США            | 0 | 0 | 2 | 0 | 0 | 2 | 0 | 0 | 1 | 2  | 7     |

| Площадка B | 1 | 2 | 3 | 4 | 5 | 6 | 7 | 8 | 9 | 10 | 11 | Всего |
| ОСР        | 0 | 2 | 0 | 0 | 1 | 1 | 0 | 1 | 0 | 1  | 0  | 6     |
| США        | 1 | 0 | 2 | 1 | 0 | 0 | 1 | 0 | 1 | 0  | 1  | 7     |

| Площадка A | 1 | 2 | 3 | 4 | 5 | 6 | 7 | 8 | 9 | 10 | Всего |
| США        | 1 | 0 | 1 | 1 | 0 | 2 | 0 | 1 | 0 | 1  | 7     |
| Дания      | 0 | 1 | 0 | 0 | 2 | 0 | 2 | 0 | 1 | 0  | 6     |

| Площадка B       | 1 | 2 | 3 | 4 | 5 | 6 | 7 | 8 | 9 | 10 | Всего |
| США              | 2 | 0 | 1 | 0 | 0 | 1 | 0 | 2 | 0 | X  | 6     |
| Республика Корея | 0 | 1 | 0 | 1 | 4 | 0 | 1 | 0 | 2 | X  | 9     |

Итог: женская сборная США по кёрлингу по результатам олимпийского турнира заняла 7-е место.

#### Смешанные пары
Соревнования среди смешанных пар дебютируют в программе зимних Олимпийских игр. Олимпийскую лицензию в соревновании смешанных пар сборная США получила, заняв по результатам последних двух чемпионатов мира итоговое 5-е место. Отбор в олимпийскую команду прошёл с 13 по 17 декабря в городе Блейн, штат Миннесота. По итогам турнира победу одержала команда Мэтта и Бекки Хэмилтон, представлявшая Висконсин. В финальном раунде они одержали победу со счётом 6:5 в поединке с командой Кори Кристенсен / Джон Шустер.
Состав
| Мужчина       | Женщина        |
| ------------- | -------------- |
| Мэтт Хэмилтон | Бекка Хэмилтон |

| Место | Команда          | В | П | КЗ | КП | ВЭ | ПЭ | ОЭ | УЭ | ППД |
| ----- | ---------------- | - | - | -- | -- | -- | -- | -- | -- | --- |
| 1     | Канада           | 6 | 1 | 52 | 26 | 29 | 20 | 0  | 9  | 80% |
| 2     | Швейцария        | 5 | 2 | 45 | 33 | 29 | 26 | 0  | 10 | 72% |
| 3     | ОСР              | 4 | 3 | 36 | 44 | 26 | 27 | 1  | 7  | 67% |
| 4     | Китай            | 4 | 3 | 47 | 42 | 27 | 27 | 1  | 6  | 72% |
| 5     | Норвегия         | 4 | 3 | 39 | 43 | 26 | 25 | 1  | 8  | 74% |
| 6     | Республика Корея | 2 | 5 | 42 | 47 | 26 | 26 | 1  | 7  | 70% |
| 7     | США              | 2 | 5 | 37 | 43 | 26 | 25 | 0  | 9  | 74% |
| 8     | Финляндия        | 1 | 6 | 35 | 53 | 23 | 29 | 0  | 6  | 66% |

Результаты
Время местное (UTC+9).

| Площадка A | 1 | 2 | 3 | 4 | 5 | 6 | 7 | 8 | Всего |
| США        | 3 | 0 | 1 | 1 | 2 | 0 | 2 | X | 9     |
| ОСР        | 0 | 2 | 0 | 0 | 0 | 1 | 0 | X | 3     |

| Площадка B | 1 | 2 | 3 | 4 | 5 | 6 | 7 | 8 | Всего |
| США        | 1 | 1 | 0 | 1 | 0 | 0 | 1 | 0 | 4     |
| Швейцария  | 0 | 0 | 1 | 0 | 1 | 1 | 0 | 6 | 9     |

| Площадка A | 1 | 2 | 3 | 4 | 5 | 6 | 7 | 8 | Всего |
| Китай      | 0 | 1 | 0 | 1 | 1 | 1 | 0 | 2 | 6     |
| США        | 2 | 0 | 1 | 0 | 0 | 0 | 1 | 0 | 4     |

| Площадка B | 1 | 2 | 3 | 4 | 5 | 6 | 7 | 8 | Всего |
| Финляндия  | 1 | 0 | 0 | 1 | 1 | 0 | 4 | 0 | 7     |
| США        | 0 | 1 | 1 | 0 | 0 | 1 | 0 | 2 | 5     |

| Площадка D | 1 | 2 | 3 | 4 | 5 | 6 | 7 | 8 | Всего |
| США        | 1 | 0 | 1 | 0 | 0 | 1 | 1 | 0 | 4     |
| Канада     | 0 | 1 | 0 | 1 | 3 | 0 | 0 | 1 | 6     |

| Площадка C       | 1 | 2 | 3 | 4 | 5 | 6 | 7 | 8 | Всего |
| США              | 0 | 1 | 0 | 0 | 0 | 0 | X | X | 1     |
| Республика Корея | 2 | 0 | 2 | 3 | 1 | 1 | X | X | 9     |

| Площадка C | 1 | 2 | 3 | 4 | 5 | 6 | 7 | 8 | Всего |
| Норвегия   | 0 | 3 | 0 | 0 | 0 | 0 | X | X | 3     |
| США        | 1 | 0 | 1 | 4 | 1 | 3 | X | X | 10    |

Итог: Сборная США по кёрлингу в турнире смешанных пар заняла 7-е место.

### Коньковые виды спорта

#### Конькобежный спорт
По сравнению с прошлыми Играми в программе конькобежного спорта произошёл ряд изменений. Были добавлены соревнвнования в масс-старте, где спортсменам необходимо будет преодолеть 16 кругов, с тремя промежуточными финишами, набранные очки на которых помогут в распределении мест, начиная с 4-го. Также впервые с 1994 года конькобежцы будут бежать дистанцию 500 метров только один раз. Распределение квот происходило по итогам первых четырёх этапов Кубка мира. По их результатам был сформирован сводный квалификационный список, согласно которому сборная США стала обладателем 25 олимпийских лицензий на 11 дистанциях.
Отбор в национальную команду проходил со 2 по 7 декабря в национальном ледовом центре Петтит в городе Милуоки, штат Висконсин. Победитель каждой дисциплины гарантировал себе участие в Олимпийских играх. Выбор места проведения отборочных соревнований был обусловлен тем, что Милуоки расположен приблизительно на той же высоте, что и олимпийский Пхёнчхан. Первую олимпийскую путёвку на Игры 2018 года завоевала бывшая голландская конькобежка Карлейн Схаутенс, победившая на дистанции 3000 метров, а спустя несколько дней ставшая первой и на 5000 метров. В мужской части соревнований отбор на Игры смогли пройти 6 конькобежцев, среди которых был двукратный чемпион Олимпийских игр и рекордсмен мира Шани Дэвис, а также многократный чемпион мира в спидскейтинге и чемпион мира 2017 года в масс-старте Джой Мантиа. Причём Мантия стал единственным конькобежцем в мужской сборной, кому удалось отобраться на Игры сразу на трёх дистанциях. У женщин три олимпийские лицензии смогла завоевать четырёхкратная чемпионка мира Бриттани Боу. Но главной героиней чемпионата в Милуоки стала Хизер Бергсма. Рекордсменка мира на дистанции 1500 метров смогла завоевать сразу 4 олимпийских лицензии.
Мужчины
Индивидуальные гонки
| Соревнование | Спортсмены      | Результат | Место | Отставание |
| ------------ | --------------- | --------- | ----- | ---------- |
| 500 метров   | Митчел Уитмор   | 35,13     | 15    | +0,72      |
| 500 метров   | Джонатан Гарсиа | 35,31     | 23    | +0,90      |
| 500 метров   | Кимани Гриффин  | 35,38     | 26    | +0,97      |
| 1000 метров  | Джой Мантиа     | 1:08,564  | 4     | +0,61      |
| 1000 метров  | Шани Дэвис      | 1:08,78   | 7     | +0,83      |
| 1000 метров  | Митчел Уитмор   | 1:09,17   | 10    | +1,22      |
| 1500 метров  | Джой Мантиа     | 1:45,86   | 8     | +1,85      |
| 1500 метров  | Брайан Хансен   | 1:46,44   | 15    | +2,43      |
| 1500 метров  | Шани Дэвис      | 1:46,74   | 19    | +2,73      |
| 5000 метров  | Эмери Леман     | 6:31,16   | 21    | +21,40     |

Масс-старт
| Соревнование | Спортсмены    | Полуфинал | Полуфинал | Полуфинал | Полуфинал | Полуфинал | Финал                | Финал                | Финал                | Финал                |
| Соревнование | Спортсмены    | Забег     | Круги     | Очки      | Время     | Место     | Круги                | Очки                 | Время                | Место                |
| ------------ | ------------- | --------- | --------- | --------- | --------- | --------- | -------------------- | -------------------- | -------------------- | -------------------- |
| масс-старт   | Джой Мантиа   | 2         | 16        | 3         | 8:00,54   | 8 Q       | 16                   | 0                    | 7:45,21              | 9                    |
| масс-старт   | Брайан Хансен | 1         | 16        | 1         | 8:34,47   | 10        | завершил выступление | завершил выступление | завершил выступление | завершил выступление |

Командная гонка
| Соревнование    | Спортсмены                                                  | Четвертьфинал | Четвертьфинал | Четвертьфинал | Полуфинал            | Финал                | Итоговое Место |
| Соревнование    | Спортсмены                                                  | Забег         | Время         | Место         | Соперник / Результат | Соперник / Результат | Итоговое Место |
| --------------- | ----------------------------------------------------------- | ------------- | ------------- | ------------- | -------------------- | -------------------- | -------------- |
| командная гонка | Брайан Хансен Эмери Леман Джонатан Гарсиа QF Джой Мантиа QF | 4             | 3:42,98       | 8 QD          | не участвовали       | Финал D              | 8              |
| командная гонка | Брайан Хансен Эмери Леман Джонатан Гарсиа QF Джой Мантиа QF | 4             | 3:42,98       | 8 QD          | не участвовали       | Канада · П 3:50,77   | 8              |

Женщины
Индивидуальные гонки
| Соревнование | Спортсмены       | Результат | Место | Отставание |
| ------------ | ---------------- | --------- | ----- | ---------- |
| 500 метров   | Бриттани Боу     | 37,530    | 5     | +0,59      |
| 500 метров   | Хизер Бергсма    | 38,13     | 11    | +1,19      |
| 500 метров   | Эрин Джексон     | 39,20     | 24    | +2,26      |
| 1000 метров  | Бриттани Боу     | 1:14,36   | 4     | +0,80      |
| 1000 метров  | Хизер Бергсма    | 1:15,15   | 8     | +1,59      |
| 1000 метров  | Джерика Тандиман | 1:18,02   | 28    | +4,46      |
| 1500 метров  | Бриттани Боу     | 1:55,54   | 5     | +1,19      |
| 1500 метров  | Хизер Бергсма    | 1:56,74   | 8     | +2,39      |
| 1500 метров  | Миа Манганелло   | 1:59,93   | 22    | +5,58      |
| 3000 метров  | Карлейн Схаутенс | 4:15,60   | 22    | +16,39     |
| 5000 метров  | Карлейн Схаутенс | 7:13,28   | 11    | +23,05     |

Масс-старт
| Соревнование | Спортсмены     | Полуфинал | Полуфинал | Полуфинал | Полуфинал | Полуфинал | Финал | Финал | Финал   | Финал |
| Соревнование | Спортсмены     | Забег     | Круги     | Очки      | Время     | Место     | Круги | Очки  | Время   | Место |
| ------------ | -------------- | --------- | --------- | --------- | --------- | --------- | ----- | ----- | ------- | ----- |
| масс-старт   | Хизер Бергсма  | 2         | 16        | 5         | 8:38,19   | 5 Q       | 16    | 0     | 8:35,80 | 11    |
| масс-старт   | Миа Манганелло | 1         | 16        | 1         | 8:54,52   | 7         | 16    | 0     | 8:54,40 | 15    |

Командная гонка
| Соревнование    | Спортсмены                                                           | Четвертьфинал | Четвертьфинал | Четвертьфинал | Полуфинал                 | Финал                | Итоговое Место |
| Соревнование    | Спортсмены                                                           | Забег         | Время         | Место         | Соперник / Результат      | Соперник / Результат | Итоговое Место |
| --------------- | -------------------------------------------------------------------- | ------------- | ------------- | ------------- | ------------------------- | -------------------- | -------------- |
| командная гонка | Хизер Бергсма Миа Манганелло Бриттани Боу QF, FB Карлейн Схаутенс SF | 4             | 2:59,75       | 4 Q           | Нидерланды · П 3:07,28 QB | Финал B              | 3              |
| командная гонка | Хизер Бергсма Миа Манганелло Бриттани Боу QF, FB Карлейн Схаутенс SF | 4             | 2:59,75       | 4 Q           | Нидерланды · П 3:07,28 QB | Канада · В 2:59,27   | 3              |

#### Фигурное катание
Большинство олимпийских лицензий на Игры 2018 года были распределены по результатам выступления спортсменов в рамках чемпионата мира 2017 года. По его результатам сборная США не смогла завоевать лишь две лицензии в парном катании. Также сборная США получила право выступить в командных соревнованиях.
| Соревнование              | Спортсмены                     | Короткая программа | Короткая программа | Произвольная программа | Произвольная программа | Всего        | Всего |
| Соревнование              | Спортсмены                     | Сумма баллов       | Место              | Сумма баллов           | Место                  | Сумма баллов | Место |
| ------------------------- | ------------------------------ | ------------------ | ------------------ | ---------------------- | ---------------------- | ------------ | ----- |
| мужское одиночное катание | Нэтан Чен                      | 82,27              | 17 Q               | 215,08                 | 1                      | 297,35       | 5     |
| мужское одиночное катание | Винсент Чжоу                   | 84,53              | 12 Q               | 192,16                 | 6                      | 276,69       | 6     |
| мужское одиночное катание | Адам Риппон                    | 87,95              | 7 Q                | 171,41                 | 10                     | 259,36       | 10    |
| женское одиночное катание | Брэди Теннелл                  | 64,01              | 11 Q               | 128,34                 | 9                      | 192,35       | 9     |
| женское одиночное катание | Мирай Нагасу                   | 66,93              | 9 Q                | 119,61                 | 12                     | 186,54       | 10    |
| женское одиночное катание | Карен Чен                      | 65,90              | 10 Q               | 119,75                 | 11                     | 185,65       | 11    |
| парное катание            | Алекса Шимека Крис Книрим      | 65,55              | 14 Q               | 120,27                 | 15                     | 185,82       | 15    |
| танцы на льду             | Майя Шибутани Алекс Шибутани   | 77,73              | 4 Q                | 114,86                 | 3                      | 192,59       | 3     |
| танцы на льду             | Мэдисон Хаббелл Захари Донохью | 77,75              | 3 Q                | 109,94                 | 5                      | 187,69       | 4     |
| танцы на льду             | Мэдисон Чок Эван Бейтс         | 75,45              | 7 Q                | 100,13                 | 12                     | 175,58       | 9     |

Командные соревнования
| Соревнование           | Спортсмены | Короткая программа      | Короткая программа      | Короткая программа      | Короткая программа      | Произвольная программа   | Произвольная программа   | Произвольная программа   | Произвольная программа   | Всего     | Всего |
| Соревнование           | Спортсмены | Мужчины                 | Женщины                 | Пары                    | Танцы                   | Мужчины                  | Женщины                  | Пары                     | Танцы                    | Результат | Место |
| ---------------------- | --- | ----------------------- | ----------------------- | ----------------------- | ----------------------- | ------------------------ | ------------------------ | ------------------------ | ------------------------ | --------- | ----- |
| командные соревнования | Нэтан Чен (КП) Адам Риппон (ПП) Брэди Теннелл (КП) Мирай Нагасу (ПП) Алекса Шимека / Крис Книрим Майя Шибутани / Алекс Шибутани | 80,61 4-е место 7 очков | 68,94 5-е место 6 очков | 69,75 4-е место 7 очков | 75,46 2-е место 9 очков | 172,98 3-е место 8 очков | 137,53 2-е место 9 очков | 126,56 4-е место 7 очков | 112,01 2-е место 9 очков | 62        | 3     |

#### Шорт-трек
Квалификация на зимние Олимпийские игры в шорт-треке проходила по результатам четырёх этапов Кубка мира 2017/2018. По итогам этих турниров был сформирован олимпийский квалификационный лист, согласно которому сборная США попала в число восьми сильнейших в эстафетном зачёте у мужчин. Благодаря этому американская сборная получила возможность заявить для участия в Играх сразу 5 спортсменов. В женской части соревнований американки завоевали три олимпийские квоты.
Отбор в национальную команду проходил с 15 по 17 декабря в городе Кернс, штат Юта. Победитель каждой дисциплины гарантировал себе участие в Олимпийских играх. У мужчин на Игры квалифицировался также и серебряный призёр. На дистанции 500 метров у женщин победу одержала Мааме Биней, став первой в истории США афроамериканкой, кому удалось отобраться в олимпийскую конькобежную сборную. На 1500 метров первое место завоевала бронзовый призёр Игр 2010 года в эстафете Лана Геринг, которая в 2016 году вернулась в спорт после двухлетнего перерыва. Третью олимпийскую путёвку у женщин получила Джессика Кореман-Смит, ставшая второй на 1000 метров, но завоевавшая лицензию по итогам всех трёх дистанций.
В мужской части соревнований первые олимпийские путёвки завоевали Джон-Генри Крюгер, ставший первым на 1500 метров и Джон Сельски, занявший второе место. Для Крюгера Игры в Пхёнчхане могли стать уже вторыми в карьере, но из-за свиного гриппа Джон, считавшийся основным претендентом на место в составе, провалил отбор на Игры 2014 года. На следующий день Крюгер выиграл финал на 500-метровке, опередив по сумме двух забегов Аарона Трэна. Обладателями оставшихся двух путёвок на Игры стали Томас Гон и Райан Пивиротто, занявшие 4-е и 5-е место в сводной таблице по итогам всех шести финальных забегов.
Мужчины
| Соревнование | Спортсмены                                          | Отборочный раунд | Отборочный раунд | Отборочный раунд | Четвертьфинал        | Четвертьфинал        | Четвертьфинал        | Полуфинал            | Полуфинал            | Полуфинал            | Финал                | Финал                | Итоговое место |
| Соревнование | Спортсмены                                          | Забег            | Результат        | Место            | Забег                | Результат            | Место                | Забег                | Результат            | Место                | Результат            | Место                | Итоговое место |
| ------------ | --------------------------------------------------- | ---------------- | ---------------- | ---------------- | -------------------- | -------------------- | -------------------- | -------------------- | -------------------- | -------------------- | -------------------- | -------------------- | -------------- |
| 500 метров   | Томас Гон                                           | 7                | 43,096           | 3                | завершил выступление | завершил выступление | завершил выступление | завершил выступление | завершил выступление | завершил выступление | завершил выступление | завершил выступление | 23             |
| 500 метров   | Джон-Генри Крюгер                                   | 8                | 41,008           | 4                | завершил выступление | завершил выступление | завершил выступление | завершил выступление | завершил выступление | завершил выступление | завершил выступление | завершил выступление | 25             |
| 500 метров   | Аарон Трэн                                          | 1                | PEN              | —                | завершил выступление | завершил выступление | завершил выступление | завершил выступление | завершил выступление | завершил выступление | завершил выступление | завершил выступление | —              |
| 1000 метров  | Джон-Генри Крюгер                                   | 1                | 1:25,913         | 1 Q              | 3                    | 1:24,598             | 3 ADV                | 2                    | 1:24,187             | 1 Q                  | 1:24,864             | 2                    | 2              |
| 1000 метров  | Джон Сельски                                        | 8                | 1:31,812         | 3                | завершил выступление | завершил выступление | завершил выступление | завершил выступление | завершил выступление | завершил выступление | завершил выступление | завершил выступление | 24             |
| 1500 метров  | Аарон Трэн                                          | 2                | 2:14,133         | 3 Q              | не проводится        | не проводится        | не проводится        | 2                    | 2:13,487             | 4 QB                 | Финал B              | Финал B              | 12             |
| 1500 метров  | Аарон Трэн                                          | 2                | 2:14,133         | 3 Q              | не проводится        | не проводится        | не проводится        | 2                    | 2:13,487             | 4 QB                 | 2:27,127             | 5                    | 12             |
| 1500 метров  | Джон-Генри Крюгер                                   | 6                | 2:15,671         | 1 Q              | не проводится        | не проводится        | не проводится        | 2                    | PEN                  | —                    | завершил выступление | завершил выступление | 19             |
| 1500 метров  | Джон Сельски                                        | 5                | 2:19,028         | 3 Q              | не проводится        | не проводится        | не проводится        | 1                    | PEN                  | —                    | завершил выступление | завершил выступление | 22             |
| эстафета     | Джон Сельски Джон-Генри Крюгер Томас Гон Аарон Трэн | не проводится    | не проводится    | не проводится    | не проводится        | не проводится        | не проводится        | 2                    | 6:36,867             | 3 QB                 | Финал B              | Финал B              | 5              |
| эстафета     | Джон Сельски Джон-Генри Крюгер Томас Гон Аарон Трэн | не проводится    | не проводится    | не проводится    | не проводится        | не проводится        | не проводится        | 2                    | 6:36,867             | 3 QB                 | 6:52,708             | 1                    | 5              |

Женщины
| Соревнование | Спортсмены       | Отборочный раунд | Отборочный раунд | Отборочный раунд | Четвертьфинал         | Четвертьфинал         | Четвертьфинал         | Полуфинал             | Полуфинал             | Полуфинал             | Финал                 | Финал                 | Итоговое место |
| Соревнование | Спортсмены       | Забег            | Результат        | Место            | Забег                 | Результат             | Место                 | Забег                 | Результат             | Место                 | Результат             | Место                 | Итоговое место |
| ------------ | ---------------- | ---------------- | ---------------- | ---------------- | --------------------- | --------------------- | --------------------- | --------------------- | --------------------- | --------------------- | --------------------- | --------------------- | -------------- |
| 500 метров   | Мааме Биней      | 5                | 43,665           | 2 Q              | 3                     | 44,772                | 4                     | завершила выступление | завершила выступление | завершила выступление | завершила выступление | завершила выступление | 14             |
| 500 метров   | Лана Геринг      | 1                | 43,825           | 3                | завершила выступление | завершила выступление | завершила выступление | завершила выступление | завершила выступление | завершила выступление | завершила выступление | завершила выступление | 21             |
| 1000 метров  | Джессика Кореман | 4                | 1:31,657         | 3                | завершила выступление | завершила выступление | завершила выступление | завершила выступление | завершила выступление | завершила выступление | завершила выступление | завершила выступление | 22             |
| 1000 метров  | Лана Геринг      | 7                | PEN              | —                | завершила выступление | завершила выступление | завершила выступление | завершила выступление | завершила выступление | завершила выступление | завершила выступление | завершила выступление | —              |
| 1500 метров  | Лана Геринг      | 6                | 2:27,336         | 5                | не проводится         | не проводится         | не проводится         | завершила выступление | завершила выступление | завершила выступление | завершила выступление | завершила выступление | 26             |
| 1500 метров  | Мааме Биней      | 5                | 2:31,819         | 6                | не проводится         | не проводится         | не проводится         | завершила выступление | завершила выступление | завершила выступление | завершила выступление | завершила выступление | 31             |
| 1500 метров  | Джессика Кореман | 2                | PEN              | —                | не проводится         | не проводится         | не проводится         | завершила выступление | завершила выступление | завершила выступление | завершила выступление | завершила выступление | —              |

### Лыжные виды спорта

#### Горнолыжный спорт
Квалификация спортсменов для участия в Олимпийских играх осуществлялась на основании специального квалификационного рейтинга FIS по состоянию на 21 января 2018 года. При этом НОК для участия в Олимпийских играх мог выбрать только того спортсмена, который вошёл в топ-500 олимпийского рейтинга в своей дисциплине, и при этом имел определённое количество очков, согласно квалификационной таблице. Страны, не имеющие участников в числе 500 сильнейших спортсменов, могли претендовать только на квоты категории B в технических дисциплинах. По итогам квалификационного отбора сборная США завоевала 20 олимпийских лицензий, а спустя несколько дней, после перераспределения квот отказавшихся стран, получила недостающие 2 квоты.
21 декабря 2017 года Олимпийский комитет США объявил, что первой горнолыжницей, выполнившей все национальные квалификационные нормативы, стала лидер Кубка мира и действующая олимпийская чемпионка в слаломе Микаэла Шиффрин. Спустя пару недель к Шиффрин присоединились участницы двух Олимпийских игр Меган Макджеймс и Рези Штиглер. В скоростных дисциплинах первую путёвку заработала олимпийская чемпионка 2010 года, пропустившая Игры в Сочи из-за травмы, Линдси Вонн.
У мужчин обладателями первых олимпийских лицензий стали Томми Форд и двукратный олимпийский чемпион Тед Лигети. Также, благодаря достаточным результатам в Кубке мира в зачёте комбинации, в состав сборной вошли Брайс Беннетт и Райан Кокран-Сигл. В супергиганте первыми место в составе сборной получили двукратный призёр Олимпийских игр Эндрю Уайбрехт и дебютант Томас Бисемейер. После полученной травмы во время этапа кубка мира в Гармиш-Партенкирхене Жаклин Уилс отказалась от участия в соревнованиях, её место заняла начинающая спортсменка Патришия Манган.
Мужчины
| Соревнование      | Спортсмены        | Скоростной спуск/ 1 спуск | Скоростной спуск/ 1 спуск | Слалом/ 2 спуск | Слалом/ 2 спуск | Всего   | Место | Отставание |
| Соревнование      | Спортсмены        | Время                     | Место                     | Время           | Место           | Всего   | Место | Отставание |
| ----------------- | ----------------- | ------------------------- | ------------------------- | --------------- | --------------- | ------- | ----- | ---------- |
| супергигант       | Райан Кокран-Сигл | Не проводится             | Не проводится             | Не проводится   | Не проводится   | 1:25,72 | 14    | +1,28      |
| супергигант       | Джаред Голдберг   | Не проводится             | Не проводится             | Не проводится   | Не проводится   | 1:26,49 | 24    | +2,05      |
| супергигант       | Тед Лигети        | Не проводится             | Не проводится             | Не проводится   | Не проводится   | DNF     | —     | —          |
| супергигант       | Эндрю Уайбрехт    | Не проводится             | Не проводится             | Не проводится   | Не проводится   | DNF     | —     | —          |
| комбинация        | Тед Лигети        | 1:21,36                   | 26                        | 46,61           | 4               | 2:07,97 | 5     | +1,45      |
| комбинация        | Брайс Беннетт     | 1:21,18                   | 23                        | 48,79           | 16              | 2:09,97 | 17    | +3,45      |
| комбинация        | Джаред Голдберг   | 1:20,02                   | 9                         | 1:02,86         | 37              | 2:22,88 | 36    | +16,36     |
| комбинация        | Райан Кокран-Сигл | DNF                       | DNF                       | —               | —               | —       | —     | —          |
| слалом            | Тед Лигети        |                           |                           |                 |                 |         |       |            |
| слалом            | Томми Форд        |                           |                           |                 |                 |         |       |            |
| гигантский слалом | Тед Лигети        |                           |                           |                 |                 |         |       |            |
| гигантский слалом | Томми Форд        |                           |                           |                 |                 |         |       |            |

Женщины
| Соревнование      | Спортсмены      | Скоростной спуск/ 1 спуск | Скоростной спуск/ 1 спуск | Слалом/ 2 спуск | Слалом/ 2 спуск | Всего   | Место | Отставание |
| Соревнование      | Спортсмены      | Время                     | Место                     | Время           | Место           | Всего   | Место | Отставание |
| ----------------- | --------------- | ------------------------- | ------------------------- | --------------- | --------------- | ------- | ----- | ---------- |
| супергигант       | Линдси Вонн     | Не проводится             | Не проводится             | Не проводится   | Не проводится   |         |       |            |
| слалом            | Микаэла Шиффрин | 49,37                     | 4                         | 49,66           | 3               | 1:39,03 | 4     | +0,40      |
| слалом            | Меган Макджеймс | 54,22                     | 38                        | 55,06           | 39              | 1:49,28 | 36    | +10,65     |
| слалом            | Элис Мерриуэзер | 58,68                     | 49                        | 54,89           | 38              | 1:53,57 | 42    | +14,94     |
| слалом            | Рези Штиглер    | DNF                       | DNF                       | —               | —               | —       | —     | —          |
| гигантский слалом | Микаэла Шиффрин | 1:10,82                   | 2                         | 1:09,20         | 4               | 2:20,02 | 1     | +0,00      |
| гигантский слалом | Меган Макджеймс | 1:16,00                   | 35                        | 1:12,39         | 30              | 2:28,39 | 31    | +8,37      |
| гигантский слалом | Рези Штиглер    | 1:16,72                   | 38                        | 1:15,02         | 40              | 2:31,74 | 36    | +11,72     |
| гигантский слалом | Патришия Манган | DNF                       | DNF                       | —               | —               | —       | —     | —          |

#### Лыжное двоеборье
Лыжное двоеборье остаётся единственной олимпийской дисциплиной в программе зимних Игр, в которой участвуют только мужчины. Квалификация спортсменов для участия в Олимпийских играх осуществлялась на основании специального квалификационного рейтинга FIS по состоянию на 21 января 2018 года. По итогам квалификационного отбора сборная США изначально завоевала 3 олимпийские лицензии, но уже спустя несколько дней получила четвёртую, после того, как от одной из своих квот отказалась словенская сборная.
30 и 31 декабря в городе Парк-Сити, штат Юта прошли отборочные соревнования в лыжном двоеборье и прыжках с трамплина, по итогам которых победители в каждой из дисциплин получали место в составе олимпийской сборной. После прыжковой части соревнований первые два места занимали братья Бен и Адам Лумис, но по итогам лыжной гонки победу одержал Брайан Флетчер, для которого Игры в Пхёнчхане станут вторыми в карьере.
Мужчины
| Соревнование              | Спортсмены                                         | Прыжки с трамплина         | Прыжки с трамплина | Лыжная гонка | Лыжная гонка                            | Лыжная гонка | Итоговое время                          | Место   | Отставание                              |
| Соревнование              | Спортсмены                                         | Результат                  | Место              | Гандикап     | Результат                               | Место        | Итоговое время                          | Место   | Отставание                              |
| ------------------------- | -------------------------------------------------- | -------------------------- | ------------------ | ------------ | --------------------------------------- | ------------ | --------------------------------------- | ------- | --------------------------------------- |
| нормальный трамплин/10 км | Брайан Флетчер                                     | 99,0                       | 18                 | +2:06        | 24:57,6                                 | 22           | 27:03,6                                 | 17      | +2:12,2                                 |
| нормальный трамплин/10 км | Тэйлор Флетчер                                     | 76,4                       | 39                 | +3:37        | 24:42,2                                 | 15           | 28:19,2                                 | 35      | +3:27,8                                 |
| нормальный трамплин/10 км | Бен Лумис                                          | 79,5                       | 37                 | +3:24        | 25:56,8                                 | 40           | 29:20,8                                 | 41      | +4:29,4                                 |
| нормальный трамплин/10 км | Джаспер Гуд                                        | 58,8                       | 47                 | +4:47        | 25:52,8                                 | 39           | 30:39,8                                 | 45      | +5:48,4                                 |
| большой трамплин/10 км    | Брайан Флетчер                                     | 107,8                      | 23                 | +2:04        | 23:31,4                                 | 10           | 25:35,4                                 | 17      | +1:42,9                                 |
| большой трамплин/10 км    | Бен Беренд                                         | 105,8                      | 24                 | +2:12        | 26:08,7                                 | 44           | 28:20,7                                 | 39      | +4:28,2                                 |
| большой трамплин/10 км    | Бен Лумис                                          | 81,6                       | 43                 | +3:49        | 24:42,3                                 | 35           | 28:31,3                                 | 40      | +4:38,8                                 |
| большой трамплин/10 км    | Джаспер Гуд                                        | 72,7                       | 46                 | +4:25        | 25:17,7                                 | 39           | 29:42,7                                 | 43      | +5:50,2                                 |
| эстафета                  | Тэйлор Флетчер Бен Беренд Бен Лумис Брайан Флетчер | 324,8 78,2 87,5 52,9 106,2 | 9 10 7 8 9         | +3:13        | 48:13,5 11:38,7 12:42,3 11:51,3 12:01,2 | 9 3 10 6     | 51:26,5 14:51,7 27:34,0 39:25,3 51:26,5 | 10 9 10 | +5:16,7 +3:11,9 +4:30,1 +5:16,0 +5:16,7 |

#### Лыжные гонки
Квалификация спортсменов для участия в Олимпийских играх осуществлялась на основании специального квалификационного рейтинга FIS по состоянию на 21 января 2018 года. Для получения олимпийской лицензии категории «A» спортсменам необходимо было набрать максимум 100 очков в дистанционном рейтинге FIS. При этом каждый НОК может заявить на Игры 1 мужчину и 1 женщины, если они выполнили квалификационный критерий «B», по которому они смогут принять участие в спринте и гонках на 10 км для женщин или 15 км для мужчин. По итогам квалификационного отбора сборная США завоевала 18 олимпийских лицензий, а после перераспределения квот получила ещё две.
В начале 2018 года олимпийский комитет США объявил имена первых трёх спортсменок, которые, благодаря высоким результатам на этапах Кубка мира, получили право выступить на Играх в Пхёнчхане, в числе которых оказалась и чемпионка мира 2013 года Джессика Диггинс.
Мужчины
Дистанционные гонки
| Соревнование              | Спортсмены                                            | Результат                                 | Место    | Отставание                              |
| ------------------------- | ----------------------------------------------------- | ----------------------------------------- | -------- | --------------------------------------- |
| 15 км свободным стилем    | Скотт Паттерсон                                       | 35:28,0                                   | 21       | +1:44,1                                 |
| 15 км свободным стилем    | Эрик Бьорнсен                                         | 36:28,6                                   | 41       | +2:44,7                                 |
| 15 км свободным стилем    | Ноа Хоффман                                           | 36:45,2                                   | 48       | +3:01,3                                 |
| 15 км свободным стилем    | Тайлер Корнфилд                                       | 38:17,9                                   | 74       | +4:34,0                                 |
| скиатлон 15+15 км         | Скотт Паттерсон                                       | 1:17:27,5                                 | 18       | +1:07,5                                 |
| скиатлон 15+15 км         | Эрик Бьорнсен                                         | 1:20:54,7                                 | 42       | +4:34,7                                 |
| скиатлон 15+15 км         | Патрик Колдуэлл                                       | 1:23:18,1                                 | 51       | +6:58,1                                 |
| скиатлон 15+15 км         | Ноа Хоффман                                           | 1:23:28,7                                 | 54       | +7:08,7                                 |
| 50 км классическим стилем | Скотт Паттерсон                                       | 2:13:14,2                                 | 11       | +4:52,1                                 |
| 50 км классическим стилем | Ноа Хоффман                                           | 2:19:04,1                                 | 33       | +10:42,0                                |
| 50 км классическим стилем | Тайлер Корнфилд                                       | 2:24:36,5                                 | 48       | +16:14,4                                |
| эстафета 4×10 км          | Эндрю Ньюэлл Риз Ханнеман Скотт Пэттерсон Ноа Хоффман | 1:42:29,1 26:09,7 28:17,7 22:58,8 25:02,9 | 14 12 14 | +9:24,2 +1:28,8 +5:08,6 +6:15,6 +9:24,2 |

Спринт
| Соревнование     | Спортсмены                   | Квалификация  | Квалификация  | Четвертьфинал        | Четвертьфинал        | Четвертьфинал        | Полуфинал            | Полуфинал            | Полуфинал            | Финал                | Финал                | Итоговое место |
| Соревнование     | Спортсмены                   | Результат     | Место         | Заезд                | Результат            | Место                | Заезд                | Результат            | Место                | Результат            | Место                | Итоговое место |
| ---------------- | ---------------------------- | ------------- | ------------- | -------------------- | -------------------- | -------------------- | -------------------- | -------------------- | -------------------- | -------------------- | -------------------- | -------------- |
| спринт           | Сайми Хэмилтон               | 3:16,13       | 19 Q          | 5                    | 3:27,89              | 4                    | завершил выступление | завершил выступление | завершил выступление | завершил выступление | завершил выступление | 20             |
| спринт           | Эрик Бьорнсен                | 3:17,69       | 30 Q          | 1                    | 3:12,72              | 5                    | завершил выступление | завершил выступление | завершил выступление | завершил выступление | завершил выступление | 25             |
| спринт           | Эндрю Ньюэлл                 | 3:19,36       | 37            | завершил выступление | завершил выступление | завершил выступление | завершил выступление | завершил выступление | завершил выступление | завершил выступление | завершил выступление | 37             |
| спринт           | Логан Ханнеман               | 3:20,74       | 42            | завершил выступление | завершил выступление | завершил выступление | завершил выступление | завершил выступление | завершил выступление | завершил выступление | завершил выступление | 42             |
| командный спринт | Эрик Бьорнсен Сайми Хэмилтон | не проводится | не проводится | не проводится        | не проводится        | не проводится        | 1                    | 16:04,69             | 3 LL                 | 16:16,98             | 6                    | 6              |

Женщины
Дистанционные гонки
| Соревнование              | Спортсмены                                                   | Результат                               | Место      | Отставание                              |
| ------------------------- | ------------------------------------------------------------ | --------------------------------------- | ---------- | --------------------------------------- |
| 10 км свободным стилем    | Джессика Диггинс                                             | 25:35,7                                 | 5          | +35,2                                   |
| 10 км свободным стилем    | Сэйди Бьорнсен                                               | 26:42,6                                 | 15         | +1:42,1                                 |
| 10 км свободным стилем    | Киккан Рэндалл                                               | 26:50,4                                 | 16         | +1:49,9                                 |
| 10 км свободным стилем    | Элизабет Стивен                                              | 27:35,9                                 | 30         | +2:35,4                                 |
| скиатлон 7,5+7,5 км       | Джессика Диггинс                                             | 40:59,6                                 | 5          | +14,7                                   |
| скиатлон 7,5+7,5 км       | Кейтлин Паттерсон                                            | 44:14,9                                 | 34         | +3:30,0                                 |
| скиатлон 7,5+7,5 км       | Киккан Рэндалл                                               | 44:47,2                                 | 40         | +4:02,3                                 |
| скиатлон 7,5+7,5 км       | Рози Бреннан                                                 | 47:36,0                                 | 58         | +6:51,1                                 |
| 30 км классическим стилем | Джессика Диггинс                                             | 1:25:54,8                               | 7          | +3:37,2                                 |
| 30 км классическим стилем | Сэйди Бьорнсен                                               | 1:28:50,2                               | 17         | +6:32,6                                 |
| 30 км классическим стилем | Рози Франковски                                              | 1:31:11,4                               | 21         | +8:53,8                                 |
| 30 км классическим стилем | Кейтлин Паттерсон                                            | 1:32:43,6                               | 26         | +10:26,0                                |
| эстафета 4×5 км           | Софи Колдуэлл Сэйди Бьорнсен Киккан Рэндалл Джессика Диггинс | 52:44,8 14:26,0 13:54,2 12:12,9 12:11,7 | 5 11 8 6 5 | +1:20,5 +1:01,5 +1:05,2 +1:05,0 +1:20,5 |

Спринт
| Соревнование     | Спортсмены                      | Квалификация  | Квалификация  | Четвертьфинал         | Четвертьфинал         | Четвертьфинал         | Полуфинал             | Полуфинал             | Полуфинал             | Финал                 | Финал                 | Итоговое место |
| Соревнование     | Спортсмены                      | Результат     | Место         | Заезд                 | Результат             | Место                 | Заезд                 | Результат             | Место                 | Результат             | Место                 | Итоговое место |
| ---------------- | ------------------------------- | ------------- | ------------- | --------------------- | --------------------- | --------------------- | --------------------- | --------------------- | --------------------- | --------------------- | --------------------- | -------------- |
| спринт           | Джессика Диггинс                | 3:15,76       | 7 Q           | 3                     | 3:11,24               | 2 Q                   | 2                     | 3:10,72               | 2 Q                   | 3:15,07               | 6                     | 6              |
| спринт           | Софи Колдуэлл                   | 3:17,06       | 12 Q          | 2                     | 3:12,39               | 2 Q                   | 1                     | 3:11,32               | 4                     | завершила выступление | завершила выступление | 8              |
| спринт           | Сэйди Бьорнсен                  | 3:16,12       | 9 Q           | 4                     | 3:16,75               | 3                     | завершила выступление | завершила выступление | завершила выступление | завершила выступление | завершила выступление | 14             |
| спринт           | Ида Сарджент                    | 3:25,80       | 33            | завершила выступление | завершила выступление | завершила выступление | завершила выступление | завершила выступление | завершила выступление | завершила выступление | завершила выступление | 33             |
| командный спринт | Киккан Рэндалл Джессика Диггинс | не проводится | не проводится | не проводится         | не проводится         | не проводится         | 2                     | 16:22.56              | 1 Q                   | 15:56.47              | 1                     | 1              |

#### Прыжки на лыжах с трамплина
Квалификация спортсменов для участия в Олимпийских играх осуществлялась на основании специального квалификационного рейтинга FIS по состоянию на 21 января 2018 года. По итогам квалификационного отбора сборная США завоевала 7 олимпийских лицензий.
30 и 31 декабря в городе Парк-Сити, штат Юта прошли отборочные соревнования в лыжном двоеборье и прыжках с трамплина, по итогам которых победители в каждой из дисциплин получали место в составе олимпийской сборной. По итогам соревнований место в мужской сборной завоевал Майкл Гласдер, а у женщин первое место заняла чемпионка мира 2013 года Сара Хендриксон, пропустившая из-за травм большую часть олимпийского цикла. Оставшиеся 5 спортсменов были выбраны на основе их положения в мировом рейтинге.
Мужчины
| Соревнование         | Спортсмены    | Квалификация  | Квалификация  | Финал                | Финал                | Финал                | Финал                | Финал                | Финал                | Итоговое место |
| Соревнование         | Спортсмены    | Результат     | Место         | 1 прыжок             | 1 прыжок             | 2 прыжок             | 2 прыжок             | Всего                | Место                | Итоговое место |
| Соревнование         | Спортсмены    | Результат     | Место         | Результат            | Место                | Результат            | Место                | Всего                | Место                | Итоговое место |
| -------------------- | ------------- | ------------- | ------------- | -------------------- | -------------------- | -------------------- | -------------------- | -------------------- | -------------------- | -------------- |
| нормальный трамплин  | Кевин Бикнер  | 114,0         | 25 Q          | 117,2                | 14 Q                 | 100,2                | 24                   | 217,4                | 18                   | 18             |
| нормальный трамплин  | Майкл Гласдер | 94,6          | 40 Q          | 98,7                 | 32                   | завершил выступление | завершил выступление | завершил выступление | завершил выступление | 32             |
| нормальный трамплин  | Кейси Ларсон  | 90,9          | 46 Q          | 89,4                 | 39                   | завершил выступление | завершил выступление | завершил выступление | завершил выступление | 39             |
| нормальный трамплин  | Уильям Роадс  | 91,9          | 45 Q          | 75,5                 | 46                   | завершил выступление | завершил выступление | завершил выступление | завершил выступление | 46             |
| большой трамплин     | Майкл Гласдер | 88,7          | 38 Q          |                      |                      |                      |                      |                      |                      |                |
| большой трамплин     | Кевин Бикнер  | 91,1          | 35 Q          |                      |                      |                      |                      |                      |                      |                |
| большой трамплин     | Уильям Роадс  | 67,9          | 51            | завершил выступление | завершил выступление | завершил выступление | завершил выступление | завершил выступление | завершил выступление | 51             |
| большой трамплин     | Кейси Ларсон  | 61,1          | 53            | завершил выступление | завершил выступление | завершил выступление | завершил выступление | завершил выступление | завершил выступление | 53             |
| командное первенство |               | Не проводится | Не проводится |                      |                      |                      |                      |                      |                      |                |

Женщины
| Соревнование        | Спортсмены      | 1 прыжок  | 1 прыжок | 2 прыжок              | 2 прыжок              | Всего | Место |
| Соревнование        | Спортсмены      | Результат | Место    | Результат             | Место                 | Всего | Место |
| ------------------- | --------------- | --------- | -------- | --------------------- | --------------------- | ----- | ----- |
| нормальный трамплин | Сара Хендриксон | 76,7      | 23 Q     | 83,9                  | 21                    | 160,6 | 19    |
| нормальный трамплин | Эбби Рингкист   | 62,0      | 30 Q     | 82,4                  | 23                    | 144,4 | 29    |
| нормальный трамплин | Нита Энглунд    | 57,9      | 31       | завершила выступление | завершила выступление | 57,9  | 31    |

#### Сноуборд
По сравнению с прошлыми Играми в программе соревнований произошёл ряд изменений. Вместо параллельного слалома были добавлены соревнования в биг-эйре. Во всех дисциплинах, за исключением мужского сноуборд-кросса, изменилось количество участников соревнований, был отменён полуфинальный раунд, а также в финалах фристайла спортсмены стали выполнять по три попытки. Квалификация спортсменов для участия в Олимпийских играх осуществлялась на основании специального квалификационного рейтинга FIS по состоянию на 21 января 2018 года. Для каждой дисциплины были установлены определённые условия, выполнив которые спортсмены могли претендовать на попадание в состав сборной для участия в Олимпийских играх. По итогам квалификационного отбора сборная США завоевала 26 олимпийских лицензий. Единственной дисциплиной, где американские сноубордисты не будут представлены, стал женский параллельный гигантский слалом. Американская сборная стала единственной страной на Играх 2018 года, кому удалось завоевать максимальное число лицензий в сноуборде.
Первый этап отбора в олимпийскую сборную США прошёл в рамках этапа Dew Tour в Брекенридже, Колорадо. Первую путёвку по итогам соревнований получила 17-летняя Хлоя Ким, попавшая в число призёров в хафпайпе. Помимо Ким места в олимпийской сборной смогли забронировать олимпийская чемпионка 2014 года Джейми Андерсон и Крис Корнинг. В женском сноуборд-кроссе первые две путёвки были распределены по результатам этапов Кубка мира в австрийском Монтафоне и итальянском курорте Брёй-Червиния. Их обладательницами стали бронзовый призёр Игр 2006 года Линдси Джекобеллис и участница двух Олимпийских игр Файе Гулини.
Мужчины
Фристайл
| Соревнование | Спортсмены      | Квалификация | Квалификация | Квалификация | Квалификация | Финал                | Финал                | Финал                | Финал                | Итоговое место |
| Соревнование | Спортсмены      | Группа       | 1 спуск      | 2 спуск      | Место        | 1 спуск              | 2 спуск              | 3 спуск              | Место                | Итоговое место |
| ------------ | --------------- | ------------ | ------------ | ------------ | ------------ | -------------------- | -------------------- | -------------------- | -------------------- | -------------- |
| хафпайп      | Шон Уайт        | 1            | 93,25        | 98,50        | 1 Q          | 94,25                | 55,00                | 97,75                | 1                    | 1              |
| хафпайп      | Бен Фергюсон    | 1            | 91,00        | 89,75        | 4 Q          | 43,00                | 83,50                | 90,75                | 4                    | 4              |
| хафпайп      | Чейз Джоси      | 1            | 47,75        | 83,75        | 7 Q          | 87,75                | 52,25                | 88,00                | 6                    | 6              |
| хафпайп      | Джейк Пэйтс     | 1            | 59,50        | 82,25        | 8 Q          | 47,00                | 82,25                | 27,00                | 8                    | 8              |
| слоупстайл   | Редмонд Джерард | 2            | 82,55        | 57,11        | 3 Q          | 43,33                | 46,40                | 87,16                | 1                    | 1              |
| слоупстайл   | Крис Корнинг    | 1            | 70,85        | 69,86        | 9            | завершил выступление | завершил выступление | завершил выступление | завершил выступление | 17             |
| слоупстайл   | Кайл Мэк        | 2            | 45,26        | 53,55        | 11           | завершил выступление | завершил выступление | завершил выступление | завершил выступление | 23             |
| слоупстайл   | Райан Стэссел   | 1            | 23,50        | 22,63        | 17           | завершил выступление | завершил выступление | завершил выступление | завершил выступление | 35             |
| биг-эйр      | Кайл Мэк        | 1            | 87,25        | 88,75        | 3 Q          | 82,00                | 86,75                | JNS                  | 2                    | 2              |
| биг-эйр      | Крис Корнинг    | 1            | 85,00        | 88,00        | 4 Q          | 74,25                | 78,75                | JNS                  | 4                    | 4              |
| биг-эйр      | Редмонд Джерард | 1            | 82,00        | 85,00        | 6 Q          | 74,75                | JNS                  | 68,25                | 5                    | 5              |
| биг-эйр      | Райан Стэссел   | 2            | 39,50        | 76,25        | 13           | завершил выступление | завершил выступление | завершил выступление | завершил выступление | 26             |

Сноуборд-кросс
| Соревнование   | Спортсмены      | Квалификация | Квалификация  | Квалификация | 1/8 финала | 1/8 финала | Четвертьфинал        | Четвертьфинал        | Полуфинал            | Полуфинал            | Финал                | Итоговое место |
| Соревнование   | Спортсмены      | 1 спуск      | 2 спуск       | Место        | Заезд      | Место      | Заезд                | Место                | Заезд                | Место                | Место                | Итоговое место |
| -------------- | --------------- | ------------ | ------------- | ------------ | ---------- | ---------- | -------------------- | -------------------- | -------------------- | -------------------- | -------------------- | -------------- |
| сноуборд-кросс | Ник Баумгартнер | 1:14,46      | не участвовал | 15 Q         | 8          | 2 Q        | 4                    | 3 Q                  | 2                    | 2 QA                 | Финал A              | 4              |
| сноуборд-кросс | Ник Баумгартнер | 1:14,46      | не участвовал | 15 Q         | 8          | 2 Q        | 4                    | 3 Q                  | 2                    | 2 QA                 | 4                    | 4              |
| сноуборд-кросс | Мик Дайердорфф  | 1:15,47      | 1:14,52       | 27 Q         | 5          | 1 Q        | 3                    | 2 Q                  | 2                    | 3 QA                 | Финал A              | 5              |
| сноуборд-кросс | Мик Дайердорфф  | 1:15,47      | 1:14,52       | 27 Q         | 5          | 1 Q        | 3                    | 2 Q                  | 2                    | 3 QA                 | 5                    | 5              |
| сноуборд-кросс | Хаген Кирни     | 1:13,94      | не участвовал | 6 Q          | 6          | 1 Q        | 3                    | 4                    | завершил выступление | завершил выступление | завершил выступление | 13             |
| сноуборд-кросс | Джонатан Чивер  | 1:14,72      | не участвовал | 19 Q         | 5          | 4          | завершил выступление | завершил выступление | завершил выступление | завершил выступление | завершил выступление | 28             |

Слалом
| Соревнование                   | Спортсмены | Квалификация | Квалификация | Квалификация | Квалификация | 1/8 финала           | Четвертьфинал        | Полуфинал            | Финал                | Место |
| Соревнование                   | Спортсмены | Синий курс   | Красный курс | Всего        | Место        | Соперник Результат   | Соперник Результат   | Соперник Результат   | Соперник Результат   | Место |
| ------------------------------ | ---------- | ------------ | ------------ | ------------ | ------------ | -------------------- | -------------------- | -------------------- | -------------------- | ----- |
| параллельный гигантский слалом | Аарон Мусс | 44,12        | 41,98        | 1:26,10      | 20           | завершил выступление | завершил выступление | завершил выступление | завершил выступление | 20    |
| параллельный гигантский слалом | Майк Трапп | 44,05        | 44,09        | 1:28,14      | 30           | завершил выступление | завершил выступление | завершил выступление | завершил выступление | 30    |

Женщины
Фристайл
| Соревнование | Спортсмены       | Квалификация | Квалификация | Квалификация | Квалификация | Финал                 | Финал                 | Финал                 | Финал                 | Итоговое место |
| Соревнование | Спортсмены       | Группа       | 1 спуск      | 2 спуск      | Место        | 1 спуск               | 2 спуск               | 3 спуск               | Место                 | Итоговое место |
| ------------ | ---------------- | ------------ | ------------ | ------------ | ------------ | --------------------- | --------------------- | --------------------- | --------------------- | -------------- |
| хафпайп      | Хлоя Ким         | 1            | 91,50        | 95,50        | 1 Q          | 93,75                 | 41,50                 | 98,25                 | 1                     | 1              |
| хафпайп      | Ариэль Голд      | 1            | 17,50        | 62,75        | 12 Q         | 10,50                 | 74,75                 | 85,75                 | 3                     | 3              |
| хафпайп      | Келли Кларк      | 1            | 41,00        | 63,25        | 11 Q         | 76,25                 | 81,75                 | 83,50                 | 4                     | 4              |
| хафпайп      | Мэдди Мастро     | 1            | 83,75        | 76,00        | 4 Q          | 14,00                 | 7,50                  | 6,50                  | 12                    | 12             |
| биг-эйр      | Джейми Андерсон  | 1            | 30,25        | 90,00        | 6 Q          | 90,00                 | 87,25                 | JNS                   | 2                     | 2              |
| биг-эйр      | Джулия Марино    | 1            | 83,75        | 85,25        | 9 Q          | JNS                   | 74,50                 | 18,75                 | 10                    | 10             |
| биг-эйр      | Джессика Дженсон | 1            | 76,25        | 39,75        | 12 Q         | JNS                   | 21,50                 | 19,00                 | 11                    | 11             |
| биг-эйр      | Хэйли Лэнгленд   | 1            | 73,00        | 29,00        | 14           | завершила выступление | завершила выступление | завершила выступление | завершила выступление | 14             |
| слоупстайл   | Джейми Андерсон  | отменена     | отменена     | отменена     | отменена     | 83,00                 | 34,56                 | отменён               | 1                     | 1              |
| слоупстайл   | Джессика Дженсон | отменена     | отменена     | отменена     | отменена     | 72,26                 | 41,11                 | отменён               | 5                     | 5              |
| слоупстайл   | Хэйли Лэнгленд   | отменена     | отменена     | отменена     | отменена     | 41,26                 | 71,80                 | отменён               | 6                     | 6              |
| слоупстайл   | Джулия Марино    | отменена     | отменена     | отменена     | отменена     | 55,85                 | 41,05                 | отменён               | 11                    | 11             |

Сноуборд-кросс
| Соревнование   | Спортсмены         | Квалификация | Квалификация   | Квалификация | Четвертьфинал | Четвертьфинал | Полуфинал             | Полуфинал             | Финал                 | Итоговое место |
| Соревнование   | Спортсмены         | 1 спуск      | 2 спуск        | Место        | Заезд         | Место         | Заезд                 | Место                 | Место                 | Итоговое место |
| -------------- | ------------------ | ------------ | -------------- | ------------ | ------------- | ------------- | --------------------- | --------------------- | --------------------- | -------------- |
| сноуборд-кросс | Линдси Джекобеллис | 1:18,05      | не участвовала | 4 Q          | 2             | 1 Q           | 1                     | 2 QA                  | Финал A               | 4              |
| сноуборд-кросс | Линдси Джекобеллис | 1:18,05      | не участвовала | 4 Q          | 2             | 1 Q           | 1                     | 2 QA                  | 4                     | 4              |
| сноуборд-кросс | Меган Тирни        | 1:20,52      | не участвовала | 11 Q         | 3             | 5             | завершила выступление | завершила выступление | завершила выступление | 17             |
| сноуборд-кросс | Файе Гулини        | 1:17,74      | не участвовала | 3 Q          | 3             | 6             | завершила выступление | завершила выступление | завершила выступление | 21             |

#### Фристайл
По сравнению с прошлыми Играми изменения произошли в хафпайпе и слоупстайле. Теперь в финалах этих дисциплин фристайлисты стали выполнять по три попытки, при этом итоговое положение спортсменов по-прежнему определяется по результату лучшей из них. Квалификация спортсменов для участия в Олимпийских играх осуществлялась на основании специального квалификационного рейтинга FIS по состоянию на 21 января 2018 года. Для каждой дисциплины были установлены определённые условия, выполнив которые спортсмены могли претендовать на попадание в состав сборной для участия в Олимпийских играх. По итогам квалификационного отбора сборная США завоевала 33 олимпийские лицензии, но из-за ограничений по количеству квот американцам пришлось отказаться от трёх из них, причём после отказа у американцев не осталось ни одной лицензии в ски-кроссе.
Первой место в олимпийской сборной США по фристайлу завоевала Джелин Кауф, выступающая в могуле. Она стала первой из американок, кому удалось выполнить национальные отборочные критерии, став по ходу сезона призёром двух этапов Кубка мира. Второй могулисткой в составе сборной стала 20-летняя Морган Шилд, которая дважды подряд попала в тройку сильнейших на домашнем этапе в Дир-Вэлли. Оставшиеся места в могуле и акробатике были распределены по положению спортсменов в мировом рейтинге, причём все четыре американские могулистки, на момент объявления состава, входили в 10-ку сильнейших в Кубке мира.
Мужчины
Могул и акробатика
| Соревнование | Спортсмены     | Квалификация 1 | Квалификация 1 | Квалификация 2 | Квалификация 2 | Квалификация 2 | Финал 1              | Финал 1              | Финал 2              | Финал 2              | Финал 3              | Финал 3              | Итоговое место |
| Соревнование | Спортсмены     | Очки           | Место          | Очки           | Лучший         | Место          | Очки                 | Место                | Очки                 | Место                | Очки                 | Место                | Итоговое место |
| ------------ | -------------- | -------------- | -------------- | -------------- | -------------- | -------------- | -------------------- | -------------------- | -------------------- | -------------------- | -------------------- | -------------------- | -------------- |
| акробатика   | Джон Лиллис    | 127,44         | 1 Q            | не участвовал  | не участвовал  | не участвовал  | 121,68               | 7 Q                  | 95,47                | 8                    | завершил выступление | завершил выступление | 8              |
| акробатика   | Мак Бохоннон   | 85,97          | 23             | 112,39         | 112,39         | 11             | завершил выступление | завершил выступление | завершил выступление | завершил выступление | завершил выступление | завершил выступление | 17             |
| акробатика   | Эрик Лоугрэн   | 86,28          | 22             | 72,40          | 86,28          | 19             | завершил выступление | завершил выступление | завершил выступление | завершил выступление | завершил выступление | завершил выступление | 25             |
| могул        | Кейси Андринга | 75,25          | 14             | 77,37          | 77,37          | 3 Q            | 80,73                | 5 Q                  | 80,80                | 3 Q                  | 75,50                | 5                    | 5              |
| могул        | Трой Мерфи     | 80,95          | 4 Q            | не участвовал  | не участвовал  | не участвовал  | 72,72                | 17                   | завершил выступление | завершил выступление | завершил выступление | завершил выступление | 17             |
| могул        | Брэдли Уилсон  | 75,25          | 15             | 76,33          | 76,33          | 4 Q            | 62,74                | 18                   | завершил выступление | завершил выступление | завершил выступление | завершил выступление | 18             |
| могул        | Эмерсон Смит   | 72,59          | 22             | 73,94          | 73,94          | 13             | завершил выступление | завершил выступление | завершил выступление | завершил выступление | завершил выступление | завершил выступление | 23             |

Парк и пайп
| Соревнование | Спортсмены         | Квалификация | Квалификация | Квалификация | Финал                | Финал                | Финал                | Финал                | Итоговое место |
| Соревнование | Спортсмены         | 1 заезд      | 2 заезд      | Место        | 1 заезд              | 2 заезд              | 3 заезд              | Место                | Итоговое место |
| ------------ | ------------------ | ------------ | ------------ | ------------ | -------------------- | -------------------- | -------------------- | -------------------- | -------------- |
| хафпайп      | Дэвид Уайз         | 24,80        | 79,60        | 8 Q          | 17,00                | 6,40                 | 97,20                | 1                    | 1              |
| хафпайп      | Алекс Феррейра     | 92,60        | 43,40        | 2 Q          | 92,60                | 96,00                | 96,40                | 2                    | 2              |
| хафпайп      | Аарон Бланк        | 63,20        | 94,40        | 1 Q          | 81,40                | 5,60                 | 84,80                | 7                    | 7              |
| хафпайп      | Торин Йетер-Уоллес | 89,60        | 33,60        | 3 Q          | 65,20                | 28,80                | 12,20                | 9                    | 9              |
| слоупстайл   | Ник Геппер         | 92,80        | 85,00        | 5 Q          | 59,00                | 69,00                | 93,60                | 2                    | 2              |
| слоупстайл   | Гас Кенуорти       | 88,60        | 90,80        | 7 Q          | 35,00                | 20,00                | 32,00                | 12                   | 12             |
| слоупстайл   | Макрей Уильямс     | 81,60        | 26,40        | 15           | завершил выступление | завершил выступление | завершил выступление | завершил выступление | 15             |
| слоупстайл   | Алекс Холл         | 69,80        | 77,80        | 16           | завершил выступление | завершил выступление | завершил выступление | завершил выступление | 16             |

Женщины
Могул и акробатика
| Соревнование | Спортсмены      | Квалификация 1 | Квалификация 1 | Квалификация 2 | Квалификация 2 | Квалификация 2 | Финал 1               | Финал 1               | Финал 2               | Финал 2               | Финал 3               | Финал 3               | Итоговое место |
| Соревнование | Спортсмены      | Очки           | Место          | Очки           | Лучший         | Место          | Очки                  | Место                 | Очки                  | Место                 | Очки                  | Место                 | Итоговое место |
| ------------ | --------------- | -------------- | -------------- | -------------- | -------------- | -------------- | --------------------- | --------------------- | --------------------- | --------------------- | --------------------- | --------------------- | -------------- |
| акробатика   | Мэдисон Олсен   | 87,88          | 9              | 80,04          | 87,88          | 6 Q            | 85,36                 | 8 Q                   | 83,23                 | 6 Q                   | 47,23                 | 6                     | 6              |
| акробатика   | Кайли Маккиннон | 72,26          | 17             | 87,88          | 87,88          | 5 Q            | 80,95                 | 10                    | завершила выступление | завершила выступление | завершила выступление | завершила выступление | 10             |
| акробатика   | Эшли Колдуэлл   | 81,81          | 11             | 55,86          | 81,81          | 11             | завершила выступление | завершила выступление | завершила выступление | завершила выступление | завершила выступление | завершила выступление | 17             |
| могул        | Джелин Кауф     | 77,45          | 5 Q            | не участвовала | не участвовала | не участвовала | 78,73                 | 2 Q                   | 76,03                 | 7                     | завершила выступление | завершила выступление | 7              |
| могул        | Китон Маккарго  | 75,67          | 8 Q            | не участвовала | не участвовала | не участвовала | 76,88                 | 3 Q                   | 75,79                 | 8                     | завершила выступление | завершила выступление | 8              |
| могул        | Тесс Джонсон    | 65,55          | 22             | 75,33          | 75,33          | 1 Q            | 74,10                 | 9 Q                   | 70,49                 | 12                    | завершила выступление | завершила выступление | 12             |
| могул        | Морган Шилд     | 77,74          | 3 Q            | не участвовала | не участвовала | не участвовала | 72,23                 | 15                    | завершила выступление | завершила выступление | завершила выступление | завершила выступление | 15             |

Парк и пайп
| Соревнование | Спортсмены     | Квалификация | Квалификация | Квалификация | Финал                 | Финал                 | Финал                 | Финал                 | Итоговое место |
| Соревнование | Спортсмены     | 1 заезд      | 2 заезд      | Место        | 1 заезд               | 2 заезд               | 3 заезд               | Место                 | Итоговое место |
| ------------ | -------------- | ------------ | ------------ | ------------ | --------------------- | --------------------- | --------------------- | --------------------- | -------------- |
| хафпайп      | Брита Сигурни  | 90,60        | 90,60        | 3 Q          | 89,80                 | 88,60                 | 91,60                 | 3                     | 3              |
| хафпайп      | Аннализа Дрю   | 85,40        | 86,00        | 4 Q          | 86,80                 | 73,00                 | 90,80                 | 4                     | 4              |
| хафпайп      | Мэдди Боуман   | 83,60        | 83,80        | 6 Q          | 25,80                 | 26,40                 | 27,00                 | 11                    | 11             |
| хафпайп      | Девин Логан    | 71,60        | 25,60        | 15           | завершила выступление | завершила выступление | завершила выступление | завершила выступление | 15             |
| слоупстайл   | Мэгги Войсин   | 72,80        | 73,00        | 12 Q         | 26,40                 | 37,60                 | 81,20                 | 4                     | 4              |
| слоупстайл   | Девин Логан    | 84,80        | 37,60        | 6 Q          | 22,60                 | 56,80                 | 10,60                 | 10                    | 10             |
| слоупстайл   | Дариан Стивенс | 8,20         | 64,00        | 17           | завершила выступление | завершила выступление | завершила выступление | завершила выступление | 17             |
| слоупстайл   | Кэролайн Клэр  | 20,00        | 16,40        | 23           | завершила выступление | завершила выступление | завершила выступление | завершила выступление | 23             |

### Санный спорт
Квалификация спортсменов для участия в Олимпийских играх осуществлялась на основании рейтинга Кубка мира FIL по состоянию на 1 января 2018 года. По его результатам сборная США стала одной из пяти стран, кому удалось завоевать максимальное количество лицензий. Уже в ноябре 2017 года американский олимпийский комитет объявил, что место в сборной себе гарантировала Эрин Хэмлин. В январе 2017 года Хэмлин стала серебряным призёром чемпионата мира, тем самым войдя в число преквалифицированных спортсменов. Для окончательного попадания в олимпийскую сборную Эрин было необходимо попасть в число пяти сильнейших на неамериканском этапе Кубка мира или в тройку на этапе в Лейк-Плэсиде. Уже на втором этапе в Винтерберге она заняла четвёртое место, выполнив заявленные олимпийским комитетом условия. Также Хэмлин стала второй в истории США саночницей, после Камерон Майлер, кому удастся выступить на четырёх Олимпийских играх. Остальной состав был сформирован по окончании пятого этапа Кубка мира в Лейк-Плэсиде.
Мужчины
| Соревнование | Спортсмены                        | 1 заезд   | 1 заезд | 2 заезд   | 2 заезд | 3 заезд       | 3 заезд       | 4 заезд              | 4 заезд              | Итоговый результат | Итоговое место | Отставание |
| Соревнование | Спортсмены                        | Результат | Место   | Результат | Место   | Результат     | Место         | Результат            | Место                | Итоговый результат | Итоговое место | Отставание |
| ------------ | --------------------------------- | --------- | ------- | --------- | ------- | ------------- | ------------- | -------------------- | -------------------- | ------------------ | -------------- | ---------- |
| одиночки     | Кристофер Маздзер                 | 47,800    | 5       | 47,717    | 2       | 47,534        | 1             | 47,677               | 7                    | 3:10,728           | 2              | +0,026     |
| одиночки     | Тейлор Моррис                     | 48,072    | 15      | 48,793    | 32      | 47,858        | 13            | 47,824               | 9                    | 3:12,547           | 18             | +1,845     |
| одиночки     | Такер Уэст                        | 48,484    | 26      | 47,942    | 15      | 49,593        | 37            | Завершил выступление | Завершил выступление | 2:26,019           | 26             | —          |
| двойки       | Джастин Крюсон Эндрю Шерк         | 46,310    | 7       | 46,342    | 10      | Не проводится | Не проводится | Не проводится        | Не проводится        | 1:32,652           | 8              | +0,955     |
| двойки       | Мэттью Мортенсен Джейсон Тердиман | 46,244    | 6       | 46,443    | 13      | Не проводится | Не проводится | Не проводится        | Не проводится        | 1:32,687           | 10             | +0,990     |

Женщины
| Соревнование | Спортсмены     | 1 заезд   | 1 заезд | 2 заезд   | 2 заезд | 3 заезд   | 3 заезд | 4 заезд   | 4 заезд | Итоговый результат | Итоговое место | Отставание |
| Соревнование | Спортсмены     | Результат | Место   | Результат | Место   | Результат | Место   | Результат | Место   | Итоговый результат | Итоговое место | Отставание |
| ------------ | -------------- | --------- | ------- | --------- | ------- | --------- | ------- | --------- | ------- | ------------------ | -------------- | ---------- |
| одиночки     | Эрин Хэмлин    | 46,537    | 6       | 46,333    | 5       | 46,506    | 5       | 46,716    | 8       | 3:05,912           | 6              | +0,680     |
| одиночки     | Саммер Бритчер | 46,829    | 15      | 46,132    | 1       | 46,603    | 8       | 48,770    | 19      | 3:08,334           | 19             | +3,102     |
| одиночки     | Эмили Суини    | 46,595    | 11      | 46,960    | 23      | 46,917    | 16      | DNF       | DNF     | —                  | —              | —          |

Смешанные команды
| Соревнование | Спортсмены                                                           | Женщины   | Женщины | Мужчины   | Мужчины | Двойки    | Двойки | Итоговый результат | Итоговое место | Отставание |
| Соревнование | Спортсмены                                                           | Результат | Место   | Результат | Место   | Результат | Место  | Итоговый результат | Итоговое место | Отставание |
| ------------ | -------------------------------------------------------------------- | --------- | ------- | --------- | ------- | --------- | ------ | ------------------ | -------------- | ---------- |
| эстафета     | Саммер Бритчер Кристофер Маздзер Мэттью Мортенсен / Джейсон Тердиман | 47,266    | 7       | 48,660    | 2       | 49,165    | 5      | 2:25,091           | 4              | +0,574     |

### Хоккей

#### Мужчины
Первые 8 сборных в рейтинге IIHF после чемпионата мира 2015 года автоматически квалифицировались для участия в мужском олимпийском турнире. Сборная США заняла в этом рейтинге 5-е место, в результате чего квалифицировалась в группу B олимпийского турнира. Генеральным менеджером команды был назначен участник двух Олимпийских игр Джеймс Джоханнсон, однако он умер незадолго до старта Игр. Главным тренером сборной стал Тони Гранато.
После отказа НХЛ отпускать игроков на Олимпийские игры американскому тренерскому штабу пришлось собирать состав из игроков, выступающих в европейских чемпионатах и американских лигах. 1 января был оглашён список 23 игроков, которые примут участие в Играх в Пхёнчхане. Имена ещё двух вратарей объявили 11 января.
Состав
| Номер | Имя              | Хват  | Рост, см | Вес, кг | Дата рождения | Клуб           | Игры | ПШ | КН   | %ОБ   |
| ----- | ---------------- | ----- | -------- | ------- | ------------- | -------------- | ---- | -- | ---- | ----- |
| 30    | Райан Заполски   | Левый | 183      | 92      | 11.11.1986    | Йокерит        | 5    | 12 | 2,32 | 90,40 |
| 31    | Брэндон Максвелл | Левый | 185      | 89      | 22.03.1991    | Млада-Болеслав | 0    | 0  | 0,00 | 0,00  |
| 35    | Дэвид Леджио     | Левый | 183      | 84      | 31.07.1984    | Ред Булл       | 0    | 0  | 0,00 | 0,00  |

| Номер | Имя               | Позиция    | Хват   | Рост, см | Вес, кг | Дата рождения | Клуб                                    | Игры | Шайбы | Передачи |
| ----- | ----------------- | ---------- | ------ | -------- | ------- | ------------- | --------------------------------------- | ---- | ----- | -------- |
| 4     | Чад Биллинс       | Защитник   | Левый  | 173      | 79      | 26.05.1989    | Линчёпинг                               | 5    | 0     | 0        |
| 5     | Ноа Уэлш          | Защитник   | Левый  | 193      | 100     | 26.08.1982    | Векшё Лейкерс                           | 5    | 0     | 0        |
| 7     | Джон Маккарти     | Нападающий | Левый  | 185      | 88      | 09.08.1986    | Сан-Хосе Барракуда                      | 5    | 0     | 0        |
| 9     | Брайан О’Нил      | Нападающий | Правый | 175      | 78      | 01.06.1988    | Йокерит                                 | 5    | 1     | 3        |
| 11    | Гарретт Ро        | Нападающий | Левый  | 173      | 82      | 22.02.1988    | Цуг                                     | 5    | 1     | 1        |
| 12    | Брайан Джионта    | Нападающий | Правый | 170      | 81      | 18.01.1979    | свободный агент                         | 5    | 0     | 0        |
| 13    | Райан Гандерсон   | Защитник   | Левый  | 178      | 79      | 16.08.1985    | Брюнес                                  | 5    | 0     | 0        |
| 14    | Брок Литтл        | Нападающий | Левый  | 175      | 77      | 24.03.1988    | Давос                                   | 5    | 0     | 1        |
| 15    | Бобби Батлер      | Нападающий | Правый | 183      | 86      | 26.04.1987    | Милуоки Эдмиралс                        | 5    | 0     | 0        |
| 16    | Райан Донато      | Нападающий | Левый  | 183      | 87      | 09.04.1996    | Гарвардский университет                 | 5    | 5     | 1        |
| 17    | Крис Бурк         | Нападающий | Левый  | 173      | 79      | 29.01.1986    | Херши Беарс                             | 5    | 0     | 2        |
| 18    | Джордан Гринуэй   | Нападающий | Левый  | 197      | 103     | 16.02.1997    | Бостонский университет                  | 5    | 1     | 0        |
| 19    | Джим Слейтер      | Нападающий | Левый  | 183      | 86      | 09.12.1982    | Фрибур-Готтерон                         | 3    | 1     | 0        |
| 20    | Уилл Борген       | Защитник   | Правый | 188      | 85      | 19.12.1996    | Государственный университет Сент-Клауда | 0    | 0     | 0        |
| 21    | Джеймс Висниевски | Защитник   | Правый | 180      | 92      | 21.02.1984    | Кассель Хаскис                          | 5    | 1     | 1        |
| 22    | Бобби Сангинетти  | Защитник   | Правый | 191      | 86      | 29.02.1988    | Лугано                                  | 5    | 0     | 1        |
| 23    | Трой Терри        | Нападающий | Правый | 185      | 79      | 10.09.1997    | Денверский университет                  | 5    | 0     | 5        |
| 24    | Джонатон Блум     | Защитник   | Правый | 185      | 85      | 18.03.1986    | Адмирал                                 | 5    | 0     | 0        |
| 26    | Марк Аркобелло    | Нападающий | Правый | 173      | 79      | 01.05.1984    | Берн                                    | 5    | 1     | 1        |
| 42    | Чад Коларик       | Нападающий | Правый | 180      | 83      | 26.01.1986    | Адлер Мангейм                           | 2    | 0     | 0        |
| 94    | Райан Стоа        | Нападающий | Левый  | 191      | 96      | 13.04.1987    | Спартак                                 | 5    | 0     | 0        |
| 97    | Мэттью Гилрой     | Защитник   | Левый  | 188      | 92      | 30.07.1984    | Йокерит                                 | 5    | 0     | 1        |

| Должность         | Имя          | Гражданство | Дата рождения |
| ----------------- | ------------ | ----------- | ------------- |
| Главный тренер    | Тони Гранато | США         | 25.07.1964    |
| Ассистент тренера | Кит Аллейн   | США         | 26.09.1958    |
| Ассистент тренера | Крис Челиос  | США         | 25.01.1962    |
| Ассистент тренера | Скотт Янг    | США         | 01.10.1967    |

Предварительный раунд
Группа B
|  | Команды, выходящие в четвертьфинал         |
|  | Команды, выходящие в квалификацию плей-офф |

| М | Сборная  | И | В | ВО | ПО | П | ШЗ | ШП | РШ | О |
| - | -------- | - | - | -- | -- | - | -- | -- | -- | - |
| 1 | ОСР      | 3 | 2 | 0  | 0  | 1 | 14 | 5  | 9  | 6 |
| 2 | Словения | 3 | 0 | 2  | 0  | 1 | 8  | 12 | -4 | 4 |
| 3 | США      | 3 | 1 | 0  | 1  | 1 | 4  | 8  | -4 | 4 |
| 4 | Словакия | 3 | 1 | 0  | 1  | 0 | 6  | 7  | -1 | 4 |

Время местное (UTC+9).
| 14 февраля 2018 21:10 | США | 2 : 3 (OT) (1:0, 1:0, 0:2, 0:1) | Словения | Квандон Хоккей Центр Зрителей: 3348 |

| Отчёт                                                                                       | Отчёт                         | Отчёт | Отчёт                        | Отчёт                                                                           |
| ------------------------------------------------------------------------------------------- | ----------------------------- | --- | ---------------------------- | ------------------------------------------------------------------------------- |
|                                                                                             |                               | |                              |                                                                                 |
|                                                                                             | Райан Запольски — 00:00-60:38 | Вратари | 00:00-60:38 — Гашпер Крошель | Судьи: Ян Грибик Ансси Салонен Линейные судьи: Роман Кадерли Лукас Кёхельмюллер |
|                                                                                             | Голы:                         | |                              | Судьи: Ян Грибик Ансси Салонен Линейные судьи: Роман Кадерли Лукас Кёхельмюллер |
| Брайан О'Нил — 17:44 (Г. Роу, Р. Донато) Джордан Гринвэй — 35:27 (Б. О'Нил, Б. Санджинетти) | 1:0 2:0 2:1 2:2 2:3           | 45:49 — Ян Урбас (Б. Грегорц, Л. Видмар) 58:23 — Ян Муршак (Б. Грегорц, М. Верлич) 60:38 — Ян Муршак (Р. Тичар, Я. Урбас) |                              | Судьи: Ян Грибик Ансси Салонен Линейные судьи: Роман Кадерли Лукас Кёхельмюллер |
|                                                                                             |                               | |                              | Судьи: Ян Грибик Ансси Салонен Линейные судьи: Роман Кадерли Лукас Кёхельмюллер |
|                                                                                             |                               | |                              | Судьи: Ян Грибик Ансси Салонен Линейные судьи: Роман Кадерли Лукас Кёхельмюллер |
|                                                                                             |                               | |                              | Судьи: Ян Грибик Ансси Салонен Линейные судьи: Роман Кадерли Лукас Кёхельмюллер |
| 6 мин                                                                                       | Штраф                         | 6 мин |                              | Судьи: Ян Грибик Ансси Салонен Линейные судьи: Роман Кадерли Лукас Кёхельмюллер |
|                                                                                             |                               | |                              |                                                                                 |
|                                                                                             | 36                            | Броски | 25                           |                                                                                 |

| 16 февраля 2018 12:10 | США | 2 : 1 (1:1, 0:0, 1:0) | Словакия | Хоккейный центр Каннын Зрителей: 5652 |

| Отчёт                                                                                               | Отчёт                         | Отчёт                                           | Отчёт                 | Отчёт                                                                           |
| --------------------------------------------------------------------------------------------------- | ----------------------------- | ----------------------------------------------- | --------------------- | ------------------------------------------------------------------------------- |
| |                               |                                                 |                       |                                                                                 |
| | Райан Запольски — 00:00-60:00 | Вратари                                         | 00:00-59:22 — Ян Лацо | Судьи: Оливье Гуен Тобиас Верли Линейные судьи: Николас Флури Александр Отмахов |
| | Голы:                         |                                                 |                       | Судьи: Оливье Гуен Тобиас Верли Линейные судьи: Николас Флури Александр Отмахов |
| Райан Донато (бол.) — 07:10 (Т. Терри, К. Бурк) Райан Донато (бол.) — 42:51 (М. Аркобелло, К. Бурк) | 1:0 1:1 2:1                   | 07:35 — Андрей Кудрна (Т. Суровы, М. Чайковски) |                       | Судьи: Оливье Гуен Тобиас Верли Линейные судьи: Николас Флури Александр Отмахов |
| |                               |                                                 |                       | Судьи: Оливье Гуен Тобиас Верли Линейные судьи: Николас Флури Александр Отмахов |
| |                               |                                                 |                       | Судьи: Оливье Гуен Тобиас Верли Линейные судьи: Николас Флури Александр Отмахов |
| |                               |                                                 |                       | Судьи: Оливье Гуен Тобиас Верли Линейные судьи: Николас Флури Александр Отмахов |
| 4 мин                                                                                               | Штраф                         | 10 мин                                          |                       | Судьи: Оливье Гуен Тобиас Верли Линейные судьи: Николас Флури Александр Отмахов |
| |                               |                                                 |                       |                                                                                 |
| | 31                            | Броски                                          | 22                    |                                                                                 |

| 17 февраля 2018 21:10 | Олимпийские спортсмены из России | 4 : 0 (1:0, 2:0, 1:0) | США | Хоккейный центр Каннын Зрителей: 6473 |

| Отчёт | Отчёт                          | Отчёт   | Отчёт                         | Отчёт                                                                    |
| --- | ------------------------------ | ------- | ----------------------------- | ------------------------------------------------------------------------ |
| |                                |         |                               |                                                                          |
| | Василий Кошечкин — 00:00-60:00 | Вратари | 00:00-60:00 — Райан Запольски | Судьи: Йозеф Кубуш Линус Элунд Линейные судьи: Вит Ледерер Николас Флури |
| | Голы:                          |         |                               | Судьи: Йозеф Кубуш Линус Элунд Линейные судьи: Вит Ледерер Николас Флури |
| Николай Прохоркин — 07:21 (С. Мозякин, А. Барабанов) Николай Прохоркин — 22:14 (С. Широков, С. Мозякин) Илья Ковальчук — 39:59 (С. Андронов) Илья Ковальчук — 40:28 (В. Войнов, С. Андронов) | 1:0 2:0 3:0 4:0                |         |                               | Судьи: Йозеф Кубуш Линус Элунд Линейные судьи: Вит Ледерер Николас Флури |
| |                                |         |                               | Судьи: Йозеф Кубуш Линус Элунд Линейные судьи: Вит Ледерер Николас Флури |
| |                                |         |                               | Судьи: Йозеф Кубуш Линус Элунд Линейные судьи: Вит Ледерер Николас Флури |
| |                                |         |                               | Судьи: Йозеф Кубуш Линус Элунд Линейные судьи: Вит Ледерер Николас Флури |
| 10 мин | Штраф                          | 10 мин  |                               | Судьи: Йозеф Кубуш Линус Элунд Линейные судьи: Вит Ледерер Николас Флури |
| |                                |         |                               |                                                                          |
| | 26                             | Броски  | 29                            |                                                                          |

Квалификация плей-офф
| 20 февраля 2018 12:10 | США | 5 : 1 (0:0, 3:1, 2:0) | Словакия | Хоккейный центр Каннын Зрителей: 6391 |

| Отчёт | Отчёт                         | Отчёт                                              | Отчёт                 | Отчёт                                                                              |
| --- | ----------------------------- | -------------------------------------------------- | --------------------- | ---------------------------------------------------------------------------------- |
| |                               |                                                    |                       |                                                                                    |
| | Райан Запольски — 00:00-60:00 | Вратари                                            | 00:00-60:00 — Ян Лацо | Судьи: Алекси Рантала Ансси Салонен Линейные судьи: Хенрик Пихллад Сакари Суоминен |
| | Голы:                         |                                                    |                       | Судьи: Алекси Рантала Ансси Салонен Линейные судьи: Хенрик Пихллад Сакари Суоминен |
| Райан Донато — 21:36 (М. Гилрой, Т. Терри) Джеймс Висниевски (бол.) — 22:20 (Т. Терри) Марк Аркобелло — 33:30 (Т. Терри) Гарретт Ро — 49:52 (Б. Литтл, Б. О’Нил) Райан Донато (бол.) — 56:46 (Д. Висниевски) | 1:0 2:0 3:0 3:1 4:1 5:1       | Петер Черешняк (бол.) — 36:54 (Д. Граняк, Л. Надь) |                       | Судьи: Алекси Рантала Ансси Салонен Линейные судьи: Хенрик Пихллад Сакари Суоминен |
| |                               |                                                    |                       | Судьи: Алекси Рантала Ансси Салонен Линейные судьи: Хенрик Пихллад Сакари Суоминен |
| |                               |                                                    |                       | Судьи: Алекси Рантала Ансси Салонен Линейные судьи: Хенрик Пихллад Сакари Суоминен |
| |                               |                                                    |                       | Судьи: Алекси Рантала Ансси Салонен Линейные судьи: Хенрик Пихллад Сакари Суоминен |
| 8 мин | Штраф                         | 33 мин                                             |                       | Судьи: Алекси Рантала Ансси Салонен Линейные судьи: Хенрик Пихллад Сакари Суоминен |
| |                               |                                                    |                       |                                                                                    |
| | 33                            | Броски                                             | 23                    |                                                                                    |

Четвертьфинал
| 21 февраля 2018 12:10 | Чехия | 3 : 2 (Б) (1:1, 1:1, 0:0, 0:0, 1:0) | США | Хоккейный центр Каннын Зрителей: 2948 |

| Отчёт | Отчёт                        | Отчёт                                                                  | Отчёт                         | Отчёт                                                                       |
| --- | ---------------------------- | ---------------------------------------------------------------------- | ----------------------------- | --------------------------------------------------------------------------- |
| |                              |                                                                        |                               |                                                                             |
| | Павел Францоуз — 00:00-70:00 | Вратари                                                                | 00:00-70:00 — Райан Запольски | Судьи: Оливье Гуен Линус Элунд Линейные судьи: Роман Кадерли Ханну Сормунен |
| | Голы:                        |                                                                        |                               | Судьи: Оливье Гуен Линус Элунд Линейные судьи: Роман Кадерли Ханну Сормунен |
| Ян Коларж — 15:12 (Я. Коварж) Томаш Кундратек — 28:14 (М. Ружичка, В. Мозик) Петр Коукал (поб. бул.) — 70:00 | 0:1 :1 2:1 2:2 3:2           | 06:20 — Райан Донато (Т. Терри) 30:23 — Джим Слейтер (мен.) (Б. О'Нил) |                               | Судьи: Оливье Гуен Линус Элунд Линейные судьи: Роман Кадерли Ханну Сормунен |
| |                              |                                                                        |                               | Судьи: Оливье Гуен Линус Элунд Линейные судьи: Роман Кадерли Ханну Сормунен |
| |                              |                                                                        |                               | Судьи: Оливье Гуен Линус Элунд Линейные судьи: Роман Кадерли Ханну Сормунен |
| |                              |                                                                        |                               | Судьи: Оливье Гуен Линус Элунд Линейные судьи: Роман Кадерли Ханну Сормунен |
| 10 мин | Штраф                        | 8 мин                                                                  |                               | Судьи: Оливье Гуен Линус Элунд Линейные судьи: Роман Кадерли Ханну Сормунен |
| |                              |                                                                        |                               |                                                                             |
| | 29                           | Броски                                                                 | 20                            |                                                                             |

Итог: мужская сборная США по хоккею с шайбой по результатам олимпийского турнира заняла 7-е место

#### Женщины
Состав
| Номер | Имя           | Хват  | Рост, см | Вес, кг | Дата рождения | Клуб                              | Игры | ПШ | КН   | %ОБ    |
| ----- | ------------- | ----- | -------- | ------- | ------------- | --------------------------------- | ---- | -- | ---- | ------ |
| 29    | Николь Хенсли | левый | 170      | 70      | 23.01.1994    | Университет Линденвуд             | 1    | 0  | 0,00 | 100,00 |
| 33    | Алекс Ригсби  | левый | 170      | 68      | 03.01.1992    | Миннесота Уайткэпс                | 0    | 0  | 0,00 | 0,00   |
| 35    | Мэдди Руни    | левый | 165      | 66      | 07.07.1997    | Миннесотский университет в Дулуте | 4    | 5  | 1,16 | 94,57  |

| Номер | Имя                    | Позиция    | Хват   | Рост, см | Вес, кг | Дата рождения | Клуб                     | Игры | Шайбы | Передачи |
| ----- | ---------------------- | ---------- | ------ | -------- | ------- | ------------- | ------------------------ | ---- | ----- | -------- |
| 2     | Ли Стеклин             | Защитник   | Левый  | 183      | 79      | 23.04.1994    | Миннесотский университет | 5    | 0     | 0        |
| 3     | Кайла Барнс            | Защитник   | Правый | 155      | 66      | 07.01.1999    | Бостонский колледж       | 5    | 0     | 0        |
| 5     | Меган Келлер           | Защитник   | Левый  | 180      | 73      | 01.05.1996    | Бостонский колледж       | 5    | 0     | 2        |
| 6     | Кали Флэнаган          | Защитник   | Правый | 163      | 64      | 19.09.1995    | Бостонский колледж       | 5    | 0     | 0        |
| 7     | Моник Ламурё-Морандо   | Нападающий | Правый | 168      | 67      | 03.07.1989    | Миннесота Уайткэпс       | 5    | 2     | 1        |
| 8     | Эмили Пфальцер         | Защитник   | Правый | 160      | 57      | 14.06.1993    | Буффало Бьютс            | 5    | 0     | 0        |
| 10    | Меган Дагган           | Нападающий | Правый | 178      | 74      | 03.09.1987    | Бостон Прайд             | 5    | 0     | 2        |
| 11    | Хейли Скарупа          | Нападающий | Правый | 168      | 64      | 03.01.1994    | Бостон Прайд             | 5    | 0     | 0        |
| 12    | Келли Паннек           | Нападающий | Правый | 173      | 75      | 29.12.1995    | Миннесотский университет | 5    | 0     | 2        |
| 14    | Брианна Деккер         | Нападающий | Правый | 163      | 68      | 13.05.1991    | Бостон Прайд             | 5    | 0     | 3        |
| 17    | Жослин Ламурё-Дэвидсон | Нападающий | Правый | 168      | 68      | 03.07.1989    | Миннесота Уайткэпс       | 5    | 4     | 1        |
| 19    | Жизель Марвин          | Нападающий | Правый | 173      | 72      | 07.03.1987    | Бостон Прайд             | 5    | 2     | 1        |
| 20    | Ханна Брандт           | Нападающий | Правый | 168      | 68      | 27.11.1993    | Миннесота Уайткэпс       | 5    | 1     | 1        |
| 21    | Хилари Найт            | Нападающий | Правый | 180      | 79      | 12.07.1989    | Бостон Прайд             | 5    | 2     | 1        |
| 22    | Кейси Беллами          | Защитник   | Левый  | 170      | 66      | 22.04.1987    | Бостон Прайд             | 5    | 1     | 0        |
| 23    | Сидни Морин            | Защитник   | Правый | 165      | 58      | 06.01.1995    | МОДО                     | 5    | 0     | 2        |
| 24    | Дани Камаранези        | Нападающий | Левый  | 165      | 67      | 30.06.1995    | Миннесотский университет | 5    | 3     | 2        |
| 26    | Кенделл Койн           | Нападающий | Левый  | 157      | 56      | 25.05.1992    | Миннесота Уайткэпс       | 5    | 2     | 1        |
| 28    | Аманда Кессел          | Нападающий | Правый | 165      | 62      | 28.08.1991    | Нью-Йорк Риветерс        | 5    | 0     | 1        |
| 37    | Аманда Пелки           | Нападающий | Правый | 160      | 61      | 07.07.1997    | Бостон Прайд             | 5    | 0     | 2        |

| Должность            | Имя            | Гражданство | Дата рождения |
| -------------------- | -------------- | ----------- | ------------- |
| Главный тренер       | Роберт Стаубер | США         | 25.11.1967    |
| Ассистент            | Пол Мара       | США         | 07.09.1979    |
| Ассистент            | Бретт Строт    | США         | 11.07.1967    |
| Руководитель команды | Рейган Кэри    | США         | 17.07.1978    |

Предварительный раунд
Группа A
|  | Команды, выходящие в полуфинал     |
|  | Команды, выходящие в четвертьфинал |

| М | Сборная                          | И | В | ВО | ПО | П | ШЗ | ШП | РШ  | О |
| - | -------------------------------- | - | - | -- | -- | - | -- | -- | --- | - |
| 1 | Канада                           | 3 | 3 | 0  | 0  | 0 | 11 | 2  | +9  | 9 |
| 2 | США                              | 3 | 2 | 0  | 0  | 1 | 9  | 3  | +6  | 6 |
| 3 | Финляндия                        | 3 | 1 | 0  | 0  | 2 | 7  | 8  | −1  | 3 |
| 4 | Олимпийские спортсмены из России | 3 | 0 | 0  | 0  | 3 | 1  | 15 | −14 | 0 |

Время местное (UTC+9).
| 11 февраля 2018 16:40 | Финляндия | 1 : 3 (1:0, 0:2, 0:1) | США | Университет Квандон, Каннын Зрителей: 4032 |

| Отчёт                                         | Отчёт                                            | Отчёт | Отчёт                    | Отчёт                                                                                 |
| --------------------------------------------- | ------------------------------------------------ | --- | ------------------------ | ------------------------------------------------------------------------------------- |
|                                               |                                                  | |                          |                                                                                       |
|                                               | Ноора Рятю — 00:00-58:04 58:43-59:32 59:47-60:00 | Вратари | 00:00-60:00 — Мэдди Руни | Судьи: Николь Хертрих Айна Хове Линейные судьи: Шарлотта Жирар Фабр Вероника Юханссон |
|                                               | Голы:                                            | |                          | Судьи: Николь Хертрих Айна Хове Линейные судьи: Шарлотта Жирар Фабр Вероника Юханссон |
| Венла Хови — 19:54 (П. Ниеминен, Л. Вялимяки) | 1:0 1:1 1:2 1:3                                  | 28:58 — Моник Ламурё-Морандо 31:29 — Кендалл Койн (бол.) (Х. Найт, Б. Декер) 59:47 — Дани Камеранези (п.в.) (М. Келлер) |                          | Судьи: Николь Хертрих Айна Хове Линейные судьи: Шарлотта Жирар Фабр Вероника Юханссон |
|                                               |                                                  | |                          | Судьи: Николь Хертрих Айна Хове Линейные судьи: Шарлотта Жирар Фабр Вероника Юханссон |
|                                               |                                                  | |                          | Судьи: Николь Хертрих Айна Хове Линейные судьи: Шарлотта Жирар Фабр Вероника Юханссон |
|                                               |                                                  | |                          | Судьи: Николь Хертрих Айна Хове Линейные судьи: Шарлотта Жирар Фабр Вероника Юханссон |
| 8 мин                                         | Штраф                                            | 4 мин |                          | Судьи: Николь Хертрих Айна Хове Линейные судьи: Шарлотта Жирар Фабр Вероника Юханссон |
|                                               |                                                  | |                          |                                                                                       |
|                                               | 24                                               | Броски | 42                       |                                                                                       |

| 13 февраля 2018 21:10 | США | 5 : 0 (1:0, 3:0, 1:0) | Олимпийские спортсмены из России | Университет Квандон, Каннын Зрителей: 3797 |

| Отчёт | Отчёт                       | Отчёт   | Отчёт                                                           | Отчёт                                                                                           |
| --- | --------------------------- | ------- | --------------------------------------------------------------- | ----------------------------------------------------------------------------------------------- |
| |                             |         |                                                                 |                                                                                                 |
| | Николь Хенсли — 00:00-60:00 | Вратари | 00:00-34:38 — Валерия Тараканова 34:38-60:00 — Надежда Морозова | Судьи: Габриэль Ариано-Лорти Габриэлла Гран Линейные судьи: Зузана Свободова Йоханна Тауриайнен |
| | Голы:                       |         |                                                                 | Судьи: Габриэль Ариано-Лорти Габриэлла Гран Линейные судьи: Зузана Свободова Йоханна Тауриайнен |
| Кейси Беллами — 08:02 (Ж. Ламурё-Дэвидсон, Ж. Марвин) Жоселин Ламурё-Дэвидсон — 31:46 (М. Ламурё-Морандо) Жоселин Ламурё-Дэвидсон — 31:52 Жизель Марвин — 34:38 (А. Пелки, М. Дагган) Ханна Брандт — 58:23 (Д. Камаранези, М. Келлер) | 1:0 2:0 3:0 4:0 5:0         |         |                                                                 | Судьи: Габриэль Ариано-Лорти Габриэлла Гран Линейные судьи: Зузана Свободова Йоханна Тауриайнен |
| |                             |         |                                                                 | Судьи: Габриэль Ариано-Лорти Габриэлла Гран Линейные судьи: Зузана Свободова Йоханна Тауриайнен |
| |                             |         |                                                                 | Судьи: Габриэль Ариано-Лорти Габриэлла Гран Линейные судьи: Зузана Свободова Йоханна Тауриайнен |
| |                             |         |                                                                 | Судьи: Габриэль Ариано-Лорти Габриэлла Гран Линейные судьи: Зузана Свободова Йоханна Тауриайнен |
| 2 мин | Штраф                       | 6 мин   |                                                                 | Судьи: Габриэль Ариано-Лорти Габриэлла Гран Линейные судьи: Зузана Свободова Йоханна Тауриайнен |
| |                             |         |                                                                 |                                                                                                 |
| | 50                          | Броски  | 13                                                              |                                                                                                 |

| 15 февраля 2018 12:10 | США | 1 : 2 (0:0, 0:2, 1:0) | Канада | Университет Квандон, Каннын Зрителей: 3885 |

| Отчёт                            | Отчёт                    | Отчёт                                                                            | Отчёт                         | Отчёт                                                                               |
| -------------------------------- | ------------------------ | -------------------------------------------------------------------------------- | ----------------------------- | ----------------------------------------------------------------------------------- |
|                                  |                          |                                                                                  |                               |                                                                                     |
|                                  | Мэдди Руни — 00:00-58:56 | Вратари                                                                          | 00:00-60:00 — Женевьев Лакасс | Судьи: Айна Хове Катарина Тимглас Линейные судьи: Йенни Хейккинен Вероника Юханссон |
|                                  | Голы:                    |                                                                                  |                               | Судьи: Айна Хове Катарина Тимглас Линейные судьи: Йенни Хейккинен Вероника Юханссон |
| Кенделл Койн — 40:23 (Б. Деккер) | 0:1 0:2 1:2              | 27:18 — Меган Агоста (бол.) (Н. Спунер, Б. Дженнер) 34:56 — Сара Нёрс (Ж. Ларок) |                               | Судьи: Айна Хове Катарина Тимглас Линейные судьи: Йенни Хейккинен Вероника Юханссон |
|                                  |                          |                                                                                  |                               | Судьи: Айна Хове Катарина Тимглас Линейные судьи: Йенни Хейккинен Вероника Юханссон |
|                                  |                          |                                                                                  |                               | Судьи: Айна Хове Катарина Тимглас Линейные судьи: Йенни Хейккинен Вероника Юханссон |
|                                  |                          |                                                                                  |                               | Судьи: Айна Хове Катарина Тимглас Линейные судьи: Йенни Хейккинен Вероника Юханссон |
| 12 мин                           | Штраф                    | 8 мин                                                                            |                               | Судьи: Айна Хове Катарина Тимглас Линейные судьи: Йенни Хейккинен Вероника Юханссон |
|                                  |                          |                                                                                  |                               |                                                                                     |
|                                  | 45                       | Броски                                                                           | 23                            |                                                                                     |

Полуфинал
| 19 февраля 2018 13:10 | США | 5 : 0 (2:0, 2:0, 1:0) | Финляндия | Хоккейный центр Каннын, Каннын Зрителей: 5173 |

| Отчёт | Отчёт                    | Отчёт   | Отчёт                    | Отчёт                                                                            |
| --- | ------------------------ | ------- | ------------------------ | -------------------------------------------------------------------------------- |
| |                          |         |                          |                                                                                  |
| | Мэдди Руни — 00:00-60:00 | Вратари | 00:00-60:00 — Ноора Рятю | Судьи: Николета Целарова Николь Хертрих Линейные судьи: Наташа Пагон Жюстин Тодд |
| | Голы:                    |         |                          | Судьи: Николета Целарова Николь Хертрих Линейные судьи: Наташа Пагон Жюстин Тодд |
| Жизель Марвин — 02:25 (М. Дагган, А. Пелки) Дани Камаранези — 18:38 Жоселин Ламурё-Дэвидсон (бол.) — 33:21 (К. Паннек, Д. Каморанези) Хилари Найт (бол.) — 33:55 (С. Морин, К. Койн) Дани Камаранези (бол.) — 40:45 (Х. Брандт, А. Кессел) | 1:0 2:0 3:0 4:0 5:0      |         |                          | Судьи: Николета Целарова Николь Хертрих Линейные судьи: Наташа Пагон Жюстин Тодд |
| |                          |         |                          | Судьи: Николета Целарова Николь Хертрих Линейные судьи: Наташа Пагон Жюстин Тодд |
| |                          |         |                          | Судьи: Николета Целарова Николь Хертрих Линейные судьи: Наташа Пагон Жюстин Тодд |
| |                          |         |                          | Судьи: Николета Целарова Николь Хертрих Линейные судьи: Наташа Пагон Жюстин Тодд |
| 6 мин | Штраф                    | 12 мин  |                          | Судьи: Николета Целарова Николь Хертрих Линейные судьи: Наташа Пагон Жюстин Тодд |
| |                          |         |                          |                                                                                  |
| | 38                       | Броски  | 14                       |                                                                                  |

Финал
| 22 февраля 2018 12:10 | Канада | 2 : 3 (Б) (0:1, 2:0, 0:1: 0:0, 0:1) | США | Хоккейный центр Каннын, Каннын Зрителей: 4467 |

| Отчёт                                                                                | Отчёт                        | Отчёт | Отчёт                    | Отчёт                                                                                |
| ------------------------------------------------------------------------------------ | ---------------------------- | --- | ------------------------ | ------------------------------------------------------------------------------------ |
|                                                                                      |                              | |                          |                                                                                      |
|                                                                                      | Шэннон Сабадош — 00:00-80:00 | Вратари | 00:00-80:00 — Мэдди Руни | Судьи: Николь Хертрих Катарина Тимглас Линейные судьи: Лиза Линнек Юханна Тауриайнен |
|                                                                                      | Голы:                        | |                          | Судьи: Николь Хертрих Катарина Тимглас Линейные судьи: Лиза Линнек Юханна Тауриайнен |
| Хейли Ирвин — 22:00 (Б. Тёрнбулл) Мари-Филип Пулен — 26:55 (М. Агоста, М. Дауст)     | 0:1 :1 2:1 2:2 2:3           | 19:34 — Хилари Найт (бол.) (С. Морин, Б. Деккер) 53:39 — Моник Ламурё-Морандо (К. Паннек) 65:00 — Жоселин Ламурё-Дэвидсон (поб. бул.) |                          | Судьи: Николь Хертрих Катарина Тимглас Линейные судьи: Лиза Линнек Юханна Тауриайнен |
|                                                                                      | Буллиты:                     | |                          | Судьи: Николь Хертрих Катарина Тимглас Линейные судьи: Лиза Линнек Юханна Тауриайнен |
| Натали Спунер Меган Агоста Мари-Филип Пулен Мелоди Дауст Брианн Дженнер Меган Агоста |                              | Жизель Марвин Ханна Брандт Эмили Пфальцер Аманда Кессел Хилари Найт Жоселин Ламурё-Дэвидсон                                           |                          | Судьи: Николь Хертрих Катарина Тимглас Линейные судьи: Лиза Линнек Юханна Тауриайнен |
|                                                                                      |                              | |                          | Судьи: Николь Хертрих Катарина Тимглас Линейные судьи: Лиза Линнек Юханна Тауриайнен |
| 12 мин                                                                               | Штраф                        | 6 мин |                          | Судьи: Николь Хертрих Катарина Тимглас Линейные судьи: Лиза Линнек Юханна Тауриайнен |
|                                                                                      |                              | |                          |                                                                                      |
|                                                                                      | 31                           | Броски | 42                       |                                                                                      |

Итог: женская сборная США по хоккею с шайбой стала чемпионом Олимпийских игр.